# Liste in Polen vorhandener Dampflokomotiven
Dies ist eine Liste erhaltener Dampflokomotiven auf dem Gebiet von Polen.

## Normalspurlokomotiven
| Foto | Nummer oder Name                   | Bauart / Achsfolge | Hersteller                                           | Fabrik- nr. | Baujahr | Historie | Eigentümer / Betreiber / Strecke                                                     | Standort                 | Bemerkungen                                                          |
| ---- | ---------------------------------- | ------------------ | ---------------------------------------------------- | ----------- | ------- | --- | ------------------------------------------------------------------------------------ | ------------------------ | -------------------------------------------------------------------- |
|      | TKb 1479                           | B n2t              | BMAG                                                 | 915         | 1877    | | Freilichtmuseum für Schienenfahrzeuge in Chabówka                                    | Chabówka                 | Museumslokomotive. Älteste Dampflokomotive in Polen                  |
|      | TKb 129                            | B n2t              | Hohenzollern                                         | 129         | 1880    | William Suermondt, Inowierzlaw (Hohensalza), für Zuckerfabrik Amsee → /1945 PKP - Zuckerfabrik Janikowa „Tkb 129“ → /1974 Eisenbahnmuseum Warschau „Tkb 129“ → /1981 Denkmal, KW Sierkierki bei Warschau „TKb 129“ → /05.2013 Eisenbahnmuseum Warschau                              | Eisenbahnmuseum Warschau                                                             | Warszawa                 | Museumslokomotive                                                    |
|      | TKh2-12                            | C-n2t              | Union                                                | 534         | 1890    | KED Breslau "1836" (vor 1925 v/v) | Muzeum Kolejnictwa na Śląsku                                                         | Jaworzyna Śląska         | Museumslokomotive                                                    |
|      | TKb100-10                          | 1’B n2t            | Henschel & Sohn                                      | 3838        | 1893    | KED Bsl 1462 /'.. Stolper Krb "31" /'.. PKP TKc 100- 16 → Eisenbahnmuseum Warschau-Glowna | Eisenbahnmuseum Warschau                                                             | Warszawa                 | Museumslokomotive                                                    |
|      | TKh1-429                           | C-n2t              | Hagans                                               | 430         | 1900    | KED Breslau "1963" "6177" / 1923 DRG "89 7274" /192x PKP PKP "Tkh 1-429" / 19xx Denkmal, Rybnik "TKh 1-429" |                                                                                      | Rybnik                   | Denkmallokomotive                                                    |
|      | TKi3-26                            | 1’C-n2t            | Hohenzollern                                         | 1593        | 1903    | KED Elberfeld "2118" /1925 DRG "91 449" /1945 PKP "TKi 3-26" (06.1994 btrf vh in Jaworzyna Slaska) | Muzeum Kolejnictwa na Śląsku                                                         | Jaworzyna Śląska         | Museumslokomotive                                                    |
|      | Tp1-18                             | D-n2               | Linke-Hofmann-Werke, Breslau                         | 260         | 1904    | KED Mgd 1343 / Mgd 4417 / DRG 55 274 / 1945 -> PKP Tp 1- 18” / -> Denkmal Techniker Schule, Tarnowskie Gory |                                                                                      | Tarnowskie Góry          | Denkmallokomotive. Älteste im heutigen Polen gebaute Dampflokomotive |
|      | OKi1-28                            | 1’C-n2t            | Borsig                                               | 5424        | 1904    | KED Berlin "2163" "7560" /1919 Polnische Staatsbahn PKP "Oki 1-14" /1941 DRG "74 104"" /1945 Polnische Staatsbahn PKP "Oki 1-28" → Eisenbahnmuseum Warschau-Glowna "OKi 1-28" | Eisenbahnmuseum Warschau                                                             | Warszawa                 | Museumslokomotive                                                    |
|      | TKh 1444 (beschriftet als Tkh1-19) | C-n2t              | Orenstein & Koppel                                   | 1444        | 1905    | KED Bromberg "1812" "6158" / 1925 DRG "89 7491" / 19xx CSD "312.801" (1947 a) / 1947 PKP - Zuckerfabrik Melno Motion "TKh 1444" (museal erhalten in Torun [PL] "TKh 1-19") |                                                                                      | Toruń                    | Denkmallokomotive. Weitgehend baugleich zur Preußischen T3           |
|      | Oi1-29                             | 1’C-h2             | BMAG                                                 | 3450        | 1905    | | Eisenbahnmuseum Warschau                                                             | Warszawa                 | Museumslokomotive                                                    |
|      | Tp2-34                             | D-n2v              | Henschel & Sohn                                      | 7409        | 1906    | KED Cas 4719 / 1920 PKP Tp 2-144 / 1941 DRG 55 860" / PKP Tp 2- 34" / → Museum Warschau-Glowna "Tp 2-34" (25.10.1966 a) / → Eisenbahnmuseum Jaworzina Slaska [PL] "Tp 2-34" | Muzeum Kolejnictwa na Śląsku                                                         | Jaworzyna Śląska         | Museumslokomotive                                                    |
|      | TKi3-87                            | 1’C-n2t            | Union                                                | 1652        | 1908    | KED Posen "7247" /1925 DRG "91 1041" /1945 Polnische Staatsbahn PKP "TKi 3- 87" / 19xx Eisenbahnclub Poznan, Polen "TKi 3-87" (1996, 04.1997 iE, 2001 a in Gniezno, wartet auf HU)                                                                                                  |                                                                                      | Wolsztyn                 | Museumslokomotive Soll Hauptuntersuchung erhalten                    |
|      | TKbb 2747                          | B fl               | Orenstein & Koppel                                   | 2747        | 1908    | Hielle & Dietrich, Warschau / 19xx Zuckerfabrik [PL] / 19xx Eisenbahnmuseum Warschau-Glowna (vh im Bw Odolany) |                                                                                      | Żyrardów                 | Museumslokomotive                                                    |
|      | TKi3-137                           | 1’C-n2t            | Union                                                | 1751        | 1909    | KED Danzig "7383" / 1918 PKP "TKi 3-228" / 1941 DRG "91 719''" / 1946 PKP "TKi 3-137" / 195x Werklok / 1982 PKP "Tki 3-137" (vorgesehen als Museumslok) / 1992 Vereinigung Polnischer Eisenbahnfreunde "TKi 3-137"                                                                  | Ringlokschuppen Skierniewice                                                         | Skierniewice             | Museumslokomotive                                                    |
|      | TKh1-20                            | C-n2t              | Orenstein & Koppel                                   | 3673        | 1909    | Becker & Co. Berlin, Eisenbahnbaugesellschaft, für Zyjoncykowe-Neumark, Thorn-Mocker / 1918 PKP "Tkh 1-3673" / 1940 DRG "89 7555" / 1945 PKP "Tkh 1-20" / 19xx Zuckerfabrik Pelplin [PL] / → Denkmal, Zuckerfabrik Pelplin / → Denkmal, Sucha Beskidka / 20xx Denkmal               | Museumsbahn, Czerwieńsk                                                              | Museumsbahn, Czerwieńsk  | Denkmallokomotive                                                    |
|      | TKh12-6322                         | C-n2t              | Krauss Linz                                          | 6322        | 1910    | |                                                                                      | Tarnowskie Góry          | Museumslokomotive                                                    |
|      | Ol12-7                             | 1’C1’-h2v          | StEG                                                 | 3849        | 1912    | kkStB 429.195 → PKP A Ol12-43 → (DRB 35 817) → ÖStB → PKP B Ol12-7 | Freilichtmuseum für Schienenfahrzeuge in Chabówka                                    | Chabówka                 | wartet auf Reparatur                                                 |
|      | Pd5-17                             | 2’B-h2             | Linke-Hofmann                                        | 934         | 1912    | KED Alt 656 / 1925 DRG "13 1247" / 04.12.1928 a / => Lehrmodell RAW Brandenburg / 1945 PKP "Pd 5-17" / 1954 Eisenbahnmuseum Warschau-Glowna (08.1972 vh) / 23.04.2010 Eisenbahnmuseum Skierniewice [PL]                                                                             | Ringlokschuppen Skierniewice                                                         | Skierniewice             | Museumslokomotive, aufgeschnitten                                    |
|      | Huta Szczecin 4                    | Bfl                | Borsig                                               | 8464        | 1912    | Hochofenwerk Lübeck AG, Herrenwyk / nach 1945 Huta Szczecin |                                                                                      | Wolsztyn                 | Museumslokomotive                                                    |
|      | Tp3-36                             | D-h2               | Hanomag                                              | 6712        | 1913    | |                                                                                      | Zbąszynek                | Museumslokomotive                                                    |
|      | TKi3-119                           | 1’C-n2t            | Union                                                | 2049        | 1913    | KED Posen "7326" / 1925 DRG "91 1696" / 1945 Polnische Staatsbahn PKP "TKi 3-119" / 1957 Hütte Warschau - Huta Warszawa / 19xx Eisenbahnmuseum Warschau-Glowna "TKi 3-119" (2006 vh)                                                                                                | Eisenbahnmuseum Warschau                                                             | Warszawa                 | Museumslokomotive                                                    |
|      | TKi3-120                           | 1’C-n2t            | Union                                                | 2110        | 1914    | KED Posen "7336" / 1925 DRG "91 1790" / 1945 Polnische Staatsbahn PKP "TKi 3-120" / 19xx Eisenbahnmuseum Warschau-Glowna "TKi 3-120" (Denkmal, Bf Ostrów Wkp.) |                                                                                      | Ostrów Wielkopolski      | Denkmallokomotive                                                    |
|      | TKp1-46                            | D-n2t              | Union                                                | 2226        | 1915    | KED Bromberg "7909" /1919 Polnische Staatsbahn PKP "TKp 1-26" /1941 DRG "92 973" /1945 PKP "TK 1-46" (1967 a) /=> Denkmal, Bydgoszcz Glowna (Bromberg Hbf) "TK 1-46" |                                                                                      | Bydgoszcz                | Denkmallokomotive                                                    |
|      | Ok1-112                            | 2’C-h2             | Borsig                                               | 9076        | 1915    | KED Altona "2425" /1925 DRG "38 1698" /1945 Polnische Staatsbahn PKP "Ok 1-112" (1978 a) / → Gipsfabrik Swiecie/PL |                                                                                      | Kościerzyna              | Museumslokomotive                                                    |
|      | TKt1-63                            | 1’D1’-h2t          | Hohenzollern                                         | 3496        | 1916    | KED Berlin "8589" /1925 DRG "93 108" /1945 PKP "Tkt 1-63" /1991 Denkmal, Freilichtmuseum Jaworzyna [PL] "Tkt 1-63" /06.1995 Eisenbahnmuseum Warschau-Glowna "Tkt 1-63" /.... Eisenbahnmuseum Chabowka [PL] "Tkt 1-63"                                                               | Freilichtmuseum für Schienenfahrzeuge in Chabówka                                    | Chabówka                 | Museumslokomotive                                                    |
|      | TKw2-114                           | E-h2t              | BMAG                                                 | 5789        | 1916    | | Freilichtmuseum für Schienenfahrzeuge in Chabówka                                    | Chabówka                 | Museumslokomotive                                                    |
|      | OKi2-27                            | 1’C-h2t            | Borsig                                               | 9527        | 1916    | KED Berlin "8707" /1925 DRG "74 1234" /1945 Polnische Staatsbahn PKP "OKi 2-27" / → Eisenbahnmuseum Warschau "OKi 2-27" (1993 vh im Bw Jaworzyna Slacka) / → Eisenbahnmuseum Jaworzina Slaska [PL] "Oki 2-27"                                                                       | Muzeum Kolejnictwa na Śląsku                                                         | Jaworzyna Śląska         | Museumslokomotive                                                    |
|      | Tp4-148                            | D-h2               | Linke-Hofmann                                        | 1539        | 1917    | KED Kat 5333 / Opp 5333 / 1919-> PKP Tp 4- 279 / 1941-> DRG 55 3052” / 1945 -> PKP Tp 4- 148” +1959 / 19..-> Sandbahn Pyskowice |                                                                                      | Czeremcha                | Denkmallokomotive                                                    |
|      | TKbb 9690                          | Bfl                | Borsig                                               | 9690        | 1917    | Elektrizitätswerk Schlesien, Breslau / 19xx Elektrizitätswerk "Wroclaw-Nadodne" Tkb (1972 a) / 19xx Museum Tarnowskie Góry [PL] |                                                                                      | Tarnowskie Góry          | Museumslokomotive                                                    |
|      | Ok1-359                            | 2’C-h2             | BMAG                                                 | 6388        | 1917    | |                                                                                      | Wolsztyn                 | wartet auf Reparatur                                                 |
|      | Tp4-217                            | D-h2               | Borsig                                               | 10125       | 1918    | KED Hannover "5351" / 1925 DRG "55 4765" / 1945 Polnische Staatsbahn PKP "Tp 4-217" / 19xx Denkmal, Bw Czermocka "Tp 4-217" |                                                                                      | Świeradów-Zdrój          | Denkmallokomotive                                                    |
|      | Tw1-90                             | E-h2               | Borsig                                               | 10438       | 1919    | KED Kattowitz "5495" /1925 DRG "57 1658" |                                                                                      | Kościerzyna              | Museumslokomotive                                                    |
|      | TKw2-57                            | E-h2t              | BMAG                                                 | 6917        | 1919    | ex KPEV T161 |                                                                                      | Kraków                   | Wrack                                                                |
|      | Ty1-76                             | 1’E-h3             | Linke-Hofmann                                        | 1866        | 1919    | KED Efd 5562 / DRG 58 1297 / 1945-> PKP Ty 1- 76 z26.09.69 / vor 1994-> Museum Wolsztyn (2006 vh) |                                                                                      | Wolsztyn                 | Museumslokomotive                                                    |
|      | Ok1-198                            | 2’C-h2             | BMAG                                                 | 6947        | 1919    | ex DRG 38 2402 |                                                                                      | Żagań                    | Denkmallokomotive                                                    |
|      | Tw12-12                            | E-h2v              | StEG                                                 | 4423        | 1920    | | Freilichtmuseum für Schienenfahrzeuge in Chabówka                                    | Chabówka                 | Museumslokomotive                                                    |
|      | OKo1-3                             | 2’C2’-h2t          | Vulcan                                               | 3610        | 1920    | | Eisenbahnmuseum Warschau                                                             | Warszawa                 | Museumslokomotive                                                    |
|      | TKh 9336                           |                    | Orenstein & Koppel                                   | 9336        | 1920    | Westfälische Provinzialverwaltung, für Kleinbahn Weidenau-Deuz GmbH "5" / um 1942 an kriegswichtigen Betrieb in Oberschlesien / 1945 Polnische Staatsbahn PKP "Tkh 1-13" / 1955 Celulozowo Papiernicze Wloclawek (05.1975 a) / 1975 Eisenbahnmuseum Warschau-Glowna [PL] "TKh 1-13" | Eisenbahnmuseum Warschau                                                             | Warszawa                 | Museumslokomotive                                                    |
|      | Tp4-259                            | D-h2               | Linke-Hofmann                                        | 2196        | 1921    | PKP 4009 / Tp 4- 418 / 1941 -> DRG 55 3347” / 1945 -> PKP "Tp 4- 259” +1972 / -> Bw Jaworzyna / 1995 -> Mus. Chabówka | Freilichtmuseum für Schienenfahrzeuge in Chabówka                                    | Chabówka                 | Museumslokomotive                                                    |
|      | Tr12-25                            | 1’D h2             | Floridsdorf                                          | 2696        | 1921    | | Freilichtmuseum für Schienenfahrzeuge in Chabówka                                    | Chabówka                 | wartet auf Reparatur                                                 |
|      | Ok1-325                            | 2’C-h2             | Henschel & Sohn                                      | 18371       | 1921    | KED Efd 2619 / DRG 38 3267 / PKP Ok 1-325 +14.09.1979 / 19xx Eisenbahnmuseum Jaworzina Slaska [PL] "Ok 1-325" | Muzeum Kolejnictwa na Śląsku                                                         | Jaworzyna Śląska         | Museumslokomotive                                                    |
|      | Ok1-266                            | 2’C-h2             | Schichau                                             | 2925        | 1921    | | Ringlokschuppen Skierniewice                                                         | Skierniewice             | Museumslokomotive                                                    |
|      | Ok1-322                            | 2’C-h2             | Linke-Hofmann-Lauchhammer                            | 2269        | 1921    | KED Han 2580 / DRG 38 3192 / 1945-> PKP Ok 1- 322 +06.01.76 / 19..-> Denkmal Bw Szcecin-Dabie |                                                                                      | Wolsztyn                 | Museumslokomotive                                                    |
|      | Tr5-65                             | 1’D-h2             | Orenstein & Koppel                                   | 8961        | 1921    | KED Stettin "5312" / 1925 DRG "55 5607" "56 511" / 1945 Polnische Staatsbahn PKP "Tr 5-65" / → Eisenbahnmuseum Warschau-Glowna "Tr 5-65" |                                                                                      | Wolsztyn                 | wartet auf Reparatur                                                 |
|      | Tr6-39                             | 1’D-h2             | Linke-Hofmann-Lauchhammer                            | 2616        | 1923    | DRG 56 2795 / 1945 -> PKP Tr 6- 39 / -> EM Warschau-Glowna | Eisenbahnmuseum Warschau                                                             | Warszawa                 | Museumslokomotive                                                    |
|      | Tr21-53                            | 1’D-h2             | Haine-Saint-Pierre                                   | 1394        | 1924    | |                                                                                      | Karsznice                | Museumslokomotive                                                    |
|      | TKp100-4                           |                    | Wolf                                                 | 1149        | 1924    | |                                                                                      | Kościerzyna              | Museumslokomotive                                                    |
|      | TKb 2845                           | Bn2t               | Linke-Hofmann-Lauchhammer                            | 2845        | 1924    | Zufa Lagiewniki / ... /PKP TKb 2845 / 19.. -> Dkm PKP Berufsschule, Chorzów [PL] |                                                                                      | Kościerzyna              | Museumslokomotive                                                    |
|      | TKb 10672                          | B t                | Orenstein & Koppel                                   | 10672       | 1925    | Cukrowina Dobrzelin [PL] "2" (09.1972 vh, 1975 a) / 198x Polnischer Verein der Eisenbahnfreunde, Skierniewice [PL] | Ringlokschuppen Skierniewice                                                         | Skierniewice             | Museumslokomotive                                                    |
|      | Os24-7                             | 2’D h2             | Chrzanów                                             | 147         | 1926    | | Eisenbahnmuseum Warschau                                                             | Warszawa                 | Museumslokomotive. Nachbau der österreichischen Baureihe 113.        |
|      | TKh100-51                          | C n2t              | Orenstein & Koppel                                   | 11688       | 1928    | Rosenberger Kreisbahn, Rosenberg/Schlesien "2" / 19xx Polnische Staatsbahn PKP "TKh 100-51" (1967 a) / → Eisenbahnmuseum Warschau-Glowna "TKh 100-51" → / 12.1998 Eisenbahnmuseum Chabówka [PL] „TKh 100-51“                                                                        | Freilichtmuseum für Schienenfahrzeuge in Chabówka                                    | Chabówka                 | Museumslokomotive                                                    |
|      | OKl2-6                             | 1’C1’t-h2          | Union                                                | 2820        | 1928    | DRG "64 051" /1945 PKP "Okl 2-6" /=> Denkmal, Bf Nysa /=> Eisenbahnmuseum Jaworzina Slaska [PL] "Okl 2-6" (09.2012 vh) | Muzeum Kolejnictwa na Śląsku                                                         | Jaworzyna Śląska         | Museumslokomotive                                                    |
|      | Ty23-273                           | 1’E-h2             | Warszawska Spółka Akcyjna Budowy Parowozów (WSABP) i | 130         | 1928    | | Ringlokschuppen Skierniewice                                                         | Skierniewice             | Museumslokomotive                                                    |
|      | Ty23-104                           | 1’E-h2             | HCP                                                  | 139         | 1929    | | Freilichtmuseum für Schienenfahrzeuge in Chabówka                                    | Chabówka                 | Museumslokomotive                                                    |
|      | Ok22-23                            | 2’C-h2             | Chrzanów                                             | 339         | 1929    | | Muzeum Kolejnictwa na Śląsku                                                         | Jaworzyna Śląska         | Museumslokomotive                                                    |
|      | Ok22-31                            | 2’C-h2             | Chrzanów                                             | 356         | 1929    | |                                                                                      | Wolsztyn                 | wartet auf Reparatur                                                 |
|      | OKl27-10                           | 1’C1’-h2t          | HCP                                                  | 172         | 1930    | | Ringlokschuppen Skierniewice                                                         | Skierniewice             | Denkmallokomotive                                                    |
|      | OKl27-27                           | 1’C1’-h2t          | HCP                                                  | 230         | 1931    | |                                                                                      | Gdynia                   | Denkmallokomotive                                                    |
|      | Pu29-1                             | 2’D1’-h2           | HCP                                                  | 200         | 1931    | | Eisenbahnmuseum Warschau                                                             | Warszawa                 | Museumslokomotive                                                    |
|      | OKa1-1                             | 1’A1’-h2t          | Krupp                                                | 1197        | 1931    | | Eisenbahnmuseum Warschau                                                             | Warszawa                 | Museumslokomotive                                                    |
|      | OKl27-26                           | 1’C1’-h2t          | HCP                                                  | 223         | 1931    | | Eisenbahnmuseum Warschau                                                             | Warszawa                 | Museumslokomotive                                                    |
|      | OKl27-41                           | 1’C1’-h2t          | HCP                                                  | 270         | 1932    | | Freilichtmuseum für Schienenfahrzeuge in Chabówka                                    | Chabówka                 | Museumslokomotive                                                    |
|      | Ty23-145                           | 1’E-h2             | Warszawska Spółka Akcyjna Budowy Parowozów (WSABP)   | 355         | 1933    | | Muzeum Kolejnictwa na Śląsku                                                         | Jaworzyna Śląska         | Museumslokomotive                                                    |
|      | OKz32-2                            | 1’E1’-h2t          | HCP                                                  | 306         | 1934    | | Freilichtmuseum für Schienenfahrzeuge in Chabówka                                    | Chabówka                 | wartet auf Reparatur                                                 |
|      | TKi100-16                          | 1´C1´h2t           | Borsig                                               | 14528       | 1934    | Schlawer Kleinbahn GmbH, Schlawe "1"" /1940 Pommersche Landbahn PLB "61 H 3513" /1945 Polnische Staatsbahn PKP "Tki 100-16" / → Eisenbahnmuseum Warschau-Glowna "Tki 100-16" | Eisenbahnmuseum Warschau                                                             | Warszawa                 | Museumslokomotive                                                    |
|      | TKbb 10282                         |                    | Hanomag                                              | 10282       | 1934    | | Eisenbahnmuseum Warschau                                                             | Warszawa                 | Museumslokomotive                                                    |
|      | TKt3-16                            | 1’D1’-h2t          | Schichau                                             | 3286        | 1935    | | Freilichtmuseum für Schienenfahrzeuge in Chabówka                                    | Chabówka                 | Museumslokomotive                                                    |
|      | Pm2-34                             | 2’C1’-h2           | BMAG                                                 | 10629       | 1936    | | Eisenbahnmuseum Warschau                                                             | Warszawa                 | Museumslokomotive                                                    |
|      | Pm36-1                             | 2’C1’-h2           | Chrzanów                                             | 663         | 1937    | |                                                                                      | Wolsztyn                 | wartet auf Reparatur                                                 |
|      | Pt31-64                            | 1’D1’-h2           | Chrzanów                                             | 721         | 1938    | | Freilichtmuseum für Schienenfahrzeuge in Chabówka                                    | Chabówka                 | Museumslokomotive                                                    |
|      | Pt31-49                            | 1’D1’-h2           | Chrzanów                                             | 715         | 1938    | | Muzeum Kolejnictwa na Śląsku                                                         | Jaworzyna Śląska         | Wrack                                                                |
|      | TKh100-45                          |                    | Krupp                                                | 1770        | 1938    | |                                                                                      | Kościerzyna              | Museumslokomotive                                                    |
|      | TKz 211                            | 1’E1’-t            | Borsig                                               | 14714       | 1938    | Sandbahngesellschaft des Grafen von Ballestrem, Peiskretscham O/S "9" / 1945 PKP - Pommersche Landbahn PMP "PW Tkz 211" / 19xx KWK "Sosnica", Gleiwitz/PL "Tkz 211" / 19xx Eisenbahnmuseum Warschau-Glowna "TKz 211"                                                                | Eisenbahnmuseum Warschau                                                             | Warszawa                 | Museumslokomotive                                                    |
|      | Ty37-17                            | 1’E-h2             | HCP                                                  | 347         | 1939    | | Freilichtmuseum für Schienenfahrzeuge in Chabówka                                    | Chabówka                 | Museumslokomotive                                                    |
|      | Ty5-16                             | 1’E-h2             | BMAG                                                 | 11518       | 1940    | | Muzeum Przemysłu i Kolejnictwa na Śląsku, Jaworzyna Śląska                           | Jaworzyna Śląska         | Museumslokomotive                                                    |
|      | Oi2-29                             | 1’C-h2             | Schichau                                             | 3419        | 1940    | | Skansen Parowozownia Kościerzyna                                                     | Kościerzyna              | Museumslokomotive                                                    |
|      | Pm3-5                              | 2’C1’-h3           | Borsig                                               | 14926       | 1940    | DRG "03 1015" /1945 PKP "Pm 3-5" /1967 a | Eisenbahnmuseum Warschau                                                             | Warszawa                 | Museumslokomotive                                                    |
|      | Ty5-10                             | 1’E-h2             | Schichau                                             | 3413        | 1940    | |                                                                                      | Wolsztyn                 | Museumslokomotive                                                    |
|      | Tr7-3                              | 1’D-h2             | MBA                                                  | 13332       | 1941    | | Muzeum Kolejnictwa na Śląsku                                                         | Jaworzyna Śląska         | Museumslokomotive                                                    |
|      | Ty2-50                             | 1’E-h2             | BMAG                                                 | 12205       | 1942    | | Freilichtmuseum für Schienenfahrzeuge in Chabówka                                    | Chabówka                 | Museumslokomotive                                                    |
|      | Ty2-64                             | 1’E-h2             | WLF                                                  | 9651        | 1942    | |                                                                                      | Dzierżoniów              | Museumslokomotive                                                    |
|      | Ty2-18                             | 1’E-h2             | Henschel & Sohn                                      | 26931       | 1942    | | Muzeum Kolejnictwa na Śląsku                                                         | Jaworzyna Śląska         | Museumslokomotive                                                    |
|      | Ty2-38                             | 1’E-h2             | BMAG                                                 | 12167       | 1942    | | Muzeum Kolejnictwa na Śląsku                                                         | Jaworzyna Śląska         | Museumslokomotive                                                    |
|      | Ty2-14                             | 1’E-h2             | Henschel & Sohn                                      | 26974       | 1942    | |                                                                                      | Kartuzy                  | Denkmallokomotive                                                    |
|      | Ty2-22                             | 1’E-h2             | Henschel & Sohn                                      | 26943       | 1942    | |                                                                                      | Lubin                    | Denkmallokomotive                                                    |
|      | Ty2-29                             | 1’E-h2             | Henschel & Sohn                                      | 26971       | 1942    | |                                                                                      | Nowy Sącz                | in Reparatur                                                         |
|      | Ty2-1258                           | 1’E-h2             | Henschel & Sohn                                      | 26187       | 1942    | |                                                                                      | Oleśnica                 | in Reparatur                                                         |
|      | TKp 102                            | 1’E-h2             | Chrzanów                                             | 982         | 1942    | | Ringlokschuppen Skierniewice                                                         | Skierniewice             | Museumslokomotive                                                    |
|      | Ty2-16                             | 1’E-h2             | Henschel & Sohn                                      | 26844       | 1942    | |                                                                                      | Stalowa Wola-Rozwadów    | Denkmallokomotive                                                    |
|      | TKp 4147                           |                    | La Meuse                                             | 4147        | 1942    | | Eisenbahnmuseum Warschau                                                             | Warszawa                 | Museumslokomotive                                                    |
|      | Ty2-1387                           | 1’E-h2             | Henschel & Sohn                                      | 27445       | 1943    | |                                                                                      | Chojnice                 | Denkmallokomotive                                                    |
|      | Ty2-1285                           | 1’E-h2             | BMAG                                                 | 12499       | 1943    | |                                                                                      | Ełk                      | Museumslokomotive                                                    |
|      | Ty2-1279                           | 1’E-h2             | Krauss-Maffei                                        | 16704       | 1943    | |                                                                                      | Gliwice                  | Museumslokomotive                                                    |
|      | Tr203-296                          |                    | ALCO                                                 | 70787       | 1943    | |                                                                                      | Jaworzyna Śląska         | Museumslokomotive                                                    |
|      | Ty2-81                             | 1’E-h2             | Henschel & Sohn                                      | 26868       | 1943    | | Muzeum Kolejnictwa na Śląsku                                                         | Jaworzyna Śląska         | Museumslokomotive                                                    |
|      | Ty2-223                            | 1’E-h2             | Henschel & Sohn                                      | 26883       | 1943    | | Muzeum Kolejnictwa na Śląsku                                                         | Jaworzyna Śląska         | Wrack                                                                |
|      | Ty2-305                            | 1’E-h2             | Henschel & Sohn                                      | 27688       | 1943    | | Muzeum Kolejnictwa na Śląsku                                                         | Jaworzyna Śląska         | Museumslokomotive                                                    |
|      | Ty2-821                            | 1’E-h2             | WLF                                                  | 16781       | 1943    | | Muzeum Kolejnictwa na Śląsku                                                         | Jaworzyna Śląska         | Museumslokomotive                                                    |
|      | Ty2-2118                           | 1’E-h2             | Henschel & Sohn                                      | 26874       | 1943    | |                                                                                      | Kędzierzyn-Koźle         | Denkmallokomotive                                                    |
|      | Ty2-178                            | 1’E-h2             | DWM                                                  | 576         | 1943    | |                                                                                      | Kościerzyna              | Wrack                                                                |
|      | Ty2-446                            | 1’E-h2             | Chrzanów                                             | 1143        | 1943    | |                                                                                      | Kościerzyna              | Museumslokomotive                                                    |
|      | Ty2-1301                           | 1’E-h2             | WLF                                                  | 16802       | 1943    | |                                                                                      | Kościerzyna              | Wrack                                                                |
|      | Ty2-1401                           | 1’E-h2             | Esslingen                                            | 4705        | 1943    | DRG "52 1481" /1948 UdSSR "TE-1481" /196x PKP "Ty 2-1401" +12.07.1990 / → Museums-Bw Koscierzyna [PL] "Ty 2-1401" |                                                                                      | Kościerzyna              | Museumslokomotive                                                    |
|      | TE-7175                            | 1’E-h2             | WLF                                                  | 16628       | 1943    | |                                                                                      | Kościerzyna              | Museumslokomotive                                                    |
|      | Ty2-559                            | 1’E-h2             | Schichau                                             | 3887        | 1943    | |                                                                                      | Kraków                   | Denkmallokomotive                                                    |
|      | Ty2-540                            | 1’E-h2             | Schichau                                             | 3883        | 1943    | |                                                                                      | Legnica                  | Denkmallokomotive                                                    |
|      | Ty2-269                            | 1’E-h2             | Henschel & Sohn                                      | 27521       | 1943    | |                                                                                      | Lubiana Pyrzycka         | Denkmallokomotive                                                    |
|      | Ty2-140                            | 1’E-h2             | Borsig                                               | 15558       | 1943    | DRG "52 461" /1945 PKP "Ty 2-140" |                                                                                      | Nysa                     | Wrack                                                                |
|      | Ty2-1312                           | 1’E-h2             | Henschel & Sohn                                      | 27650       | 1943    | | Eisenbahnmuseum Pyskowice                                                            | Pyskowice                | Museumslokomotive                                                    |
|      | Ty2-3458                           | 1’E-h2             | Krauss-Maffei                                        | 16584       | 1943    | | Eisenbahnmuseum Pyskowice                                                            | Pyskowice                | Museumslokomotive                                                    |
|      | TKp 15347                          | Dn2t               | Borsig                                               | 15347       | 1943    | Reichswerke, Oberschlesien / 1945 Polnische Staatsbahn PKP "TKp 15347" / → Eisenbahnmuseum Warschau-Glowna "TKp 15347" | Eisenbahnmuseum Pyskowice                                                            | Pyskowice                | Museumslokomotive                                                    |
|      | Ty2-666                            | 1’E-h2             | BMAG                                                 | 12646       | 1943    | |                                                                                      | Redecz Krukowy           | Museumslokomotive                                                    |
|      | Ty2-220                            | 1’E-h2             | Grafenstaden                                         | 7875        | 1943    | |                                                                                      | Tłuszcz                  | Wrack                                                                |
|      | Ty2-1226                           | 1’E-h2             | BMAG                                                 | 12524       | 1943    | |                                                                                      | Tłuszcz                  | Denkmallokomotive                                                    |
|      | Ty2-572                            | 1’E-h2             | Schichau                                             | 3989        | 1943    | | Eisenbahnmuseum Warschau                                                             | Warszawa                 | Museumslokomotive                                                    |
|      | Ty2-406                            | 1’E-h2             | MBA                                                  | 13821       | 1943    | |                                                                                      | Wolsztyn                 | Wrack                                                                |
|      | Ty2-5680                           | 1’E-h2             | Schichau                                             | 3957        | 1943    | |                                                                                      | Zabrze                   | Denkmallokomotive                                                    |
|      | Ty2-7                              | 1’E-h2             | Henschel & Sohn                                      | 27284       | 1944    | |                                                                                      | Basznia                  | Denkmallokomotive                                                    |
|      | TKp 26188                          |                    | Henschel & Sohn                                      | 26188       | 1944    | |                                                                                      | Białowieża               | Museumslokomotive                                                    |
|      | Ty2-911                            | 1’E-h2             | DWM                                                  | 812         | 1944    | | Freilichtmuseum für Schienenfahrzeuge in Chabówka                                    | Chabówka                 | in Reparatur                                                         |
|      | Ty2-953                            | 1’E-h2             | Henschel & Sohn                                      | 28163       | 1944    | | Freilichtmuseum für Schienenfahrzeuge in Chabówka                                    | Chabówka                 | wartet auf Reparatur                                                 |
|      | Ty2-1184                           | 1’E-h2             | Henschel & Sohn                                      | 27965       | 1944    | | Freilichtmuseum für Schienenfahrzeuge in Chabówka                                    | Chabówka                 | Museumslokomotive                                                    |
|      | Ty2-860                            | 1’E-h2             | Schichau                                             | 4111        | 1944    | |                                                                                      | Jabłonowo Pomorskie      | Denkmallokomotive                                                    |
|      | Ty2-930                            | 1’E-h2             | Henschel & Sohn                                      | 27962       | 1944    | | Muzeum Kolejnictwa na Śląsku                                                         | Jaworzyna Śląska         | Wrack                                                                |
|      | Ty2-949                            | 1’E-h2             | Henschel & Sohn                                      | 28358       | 1944    | | Muzeum Kolejnictwa na Śląsku                                                         | Jaworzyna Śląska         | Museumslokomotive                                                    |
|      | Ty2-1169                           | 1’E-h2             | MBA                                                  | 14372       | 1944    | | Muzeum Kolejnictwa na Śląsku                                                         | Jaworzyna Śląska         | Museumslokomotive                                                    |
|      | Ty2-1098                           | 1’E-h2             | Chrzanów                                             | 1363        | 1944    | |                                                                                      | Kościerzyna              | Wrack                                                                |
|      | Ty2-1086                           | 1’E-h2             | MBA                                                  | 14329       | 1944    | |                                                                                      | Leszno                   | Wrack                                                                |
|      | Ty3-2                              | 1’E-h2             | Schichau                                             | 4448        | 1944    | |                                                                                      | Leszno                   | Wrack                                                                |
|      | Ty2-702                            | 1’E-h2             | BMAG                                                 | 12793       | 1944    | |                                                                                      | Łódź                     | Denkmallokomotive                                                    |
|      | Ty2-1055                           | 1’E-h2             | MBA                                                  | 14065       | 1944    | |                                                                                      | Małaszewicze             | wartet auf Reparatur                                                 |
|      | Ty2-927                            | 1’E-h2             | Henschel & Sohn                                      | 27933       | 1944    | | Eisenbahnmuseum Pyskowice                                                            | Pyskowice                | Museumslokomotive                                                    |
|      | Ty2-1292                           | 1’E-h2             | DWM                                                  | 793         | 1944    | | Eisenbahnmuseum Pyskowice                                                            | Pyskowice                | Museumslokomotive                                                    |
|      | Ty2-1176                           | 1’E-h2             | DWM                                                  | 857         | 1944    | |                                                                                      | Pyszczyn                 | Museumslokomotive                                                    |
|      | Ty2-1140                           | 1’E-h2             | Skoda                                                | 1606        | 1944    | |                                                                                      | Swarzewo                 | Museumslokomotive                                                    |
|      | Ty2-921                            | 1’E-h2             | Henschel & Sohn                                      | 27469       | 1944    | |                                                                                      | Szymbark                 | Museumslokomotive                                                    |
|      | Ty2-1298                           | 1’E-h2             | Jung                                                 | 11297       | 1944    | DRG "52 3286" /1945 MPS "TE-3286" /02.1963 PKP "Ty 2-1298" +11.04.1992 |                                                                                      | Wolsztyn                 | Wrack                                                                |
|      | Ty2-1035                           | 1’E-h2             | MBA                                                  | 14168       | 1944    | |                                                                                      | Wrocław                  | Denkmallokomotive                                                    |
|      | Ty42-19                            | 1’E-h2             | Chrzanów                                             | 1524        | 1945    | | Freilichtmuseum für Schienenfahrzeuge in Chabówka                                    | Chabówka                 | Museumslokomotive                                                    |
|      | Ty42-24                            | 1’E-h2             | Chrzanów                                             | 1529        | 1945    | |                                                                                      | Gliwice                  | wartet auf Reparatur                                                 |
|      | Tr201-51                           | 1’D-h2             | Lima                                                 | 8823        | 1945    | | Muzeum Kolejnictwa na Śląsku                                                         | Jaworzyna Śląska         | Museumslokomotive                                                    |
|      | Ty42-1                             | 1’E-h2             | Chrzanów                                             | 1506        | 1945    | | Muzeum Kolejnictwa na Śląsku                                                         | Jaworzyna Śląska         | Museumslokomotive                                                    |
|      | Ty42-9                             | 1’E-h2             | Chrzanów                                             | 1514        | 1945    | |                                                                                      | Karsznice                | Museumslokomotive                                                    |
|      | Ty42-39                            | 1’E-h2             | HCP                                                  | 891         | 1945    | |                                                                                      | Kościerzyna              | Wrack                                                                |
|      | Ty42-44                            | 1’E-h2             | HCP                                                  | 895         | 1945    | | Eisenbahnmuseum Pyskowice                                                            | Pyskowice                | Museumslokomotive                                                    |
|      | Ty42-85                            | 1’E-h2             | Chrzanów                                             | 1562        | 1945    | | Eisenbahnmuseum Pyskowice                                                            | Pyskowice                | Museumslokomotive                                                    |
|      | Tr203-451                          | 1’D-h2             | Lima                                                 | 8739        | 1945    | | Eisenbahnmuseum Warschau                                                             | Warszawa                 | Museumslokomotive                                                    |
|      | Tr202-19                           | 1’D-h2             | Vulcan Foundry                                       | 5405        | 1946    | | Freilichtmuseum für Schienenfahrzeuge in Chabówka                                    | Chabówka                 | Museumslokomotive                                                    |
|      | Ty42-107                           | 1’E-h2             | HCP                                                  | 938         | 1946    | | Freilichtmuseum für Schienenfahrzeuge in Chabówka                                    | Chabówka                 | wartet auf Reparatur                                                 |
|      | Ty43-9                             | 1’E-h2             | HCP                                                  | 994         | 1946    | | Freilichtmuseum für Schienenfahrzeuge in Chabówka                                    | Chabówka                 | Museumslokomotive                                                    |
|      | Ty42-118                           | 1’E-h2             | Chrzanów                                             | 1602        | 1946    | |                                                                                      | Chrzanów                 | Denkmallokomotive                                                    |
|      | Ty45-6                             |                    | Chrzanów                                             | 1584        | 1946    | |                                                                                      | Dzierżoniów              | Museumslokomotive                                                    |
|      | Ty42-149                           | 1’E-h2             | Chrzanów                                             | 1644        | 1946    | |                                                                                      | Jarocin                  | Wrack                                                                |
|      | Tr202-28                           |                    | Vulcan Foundry                                       | 5448        | 1946    | |                                                                                      | Jaworzyna Śląska         | Museumslokomotive                                                    |
|      | Ty45-20                            |                    | Chrzanów                                             | 1598        | 1946    | |                                                                                      | Jaworzyna Śląska         | Museumslokomotive                                                    |
|      | Ty45-39                            |                    | HCP                                                  | 988         | 1946    | |                                                                                      | Karsznice                | Museumslokomotive                                                    |
|      | Ty42-105                           | 1’E-h2             | HCP                                                  | 936         | 1946    | |                                                                                      | Kościerzyna              | Museumslokomotive                                                    |
|      | Ty42-126                           | 1’E-h2             | Chrzanów                                             | 1610        | 1946    | |                                                                                      | Kościerzyna              | Museumslokomotive                                                    |
|      | Ty43-1                             | 1’E-h2             | HCP                                                  | 963         | 1946    | | TOZKiOS - Towarzystwo Ochrony Zabytków Kolejnictwa i Organizacji Skansenów Pyskowice | Pyskowice                | Museumslokomotive                                                    |
|      | Ty42-120                           | 1’E-h2             | Chrzanów                                             | 1604        | 1946    | |                                                                                      | Warszawa                 | Museumslokomotive                                                    |
|      | Ty42-148                           | 1’E-h2             | Chrzanów                                             | 1647        | 1946    | |                                                                                      | Wolsztyn                 | Wrack                                                                |
|      | Ty45-205                           |                    | HCP                                                  | 1126        | 1947    | |                                                                                      | Iłowo                    | Denkmallokomotive                                                    |
|      | Ty43-23                            | 1’E-h2             | HCP                                                  | 1110        | 1947    | | Muzeum Kolejnictwa na Śląsku                                                         | Jaworzyna Śląska         | Museumslokomotive                                                    |
|      | Ty246-22                           |                    | ALCo                                                 | 75506       | 1947    | |                                                                                      | Karsznice                | Museumslokomotive                                                    |
|      | Ty45-149                           | 1’E-h2             | HCP                                                  | 1058        | 1947    | |                                                                                      | Kluczbork                | Denkmallokomotive                                                    |
|      | Ty45-139                           | 1’E-h2             | HCP                                                  | 1047        | 1947    | |                                                                                      | Kościerzyna              | Museumslokomotive                                                    |
|      | Ty45-94                            | 1’E-h2             | Chrzanów                                             | 1638        | 1947    | |                                                                                      | Ostrów Wielkopolski      | Denkmallokomotive                                                    |
|      | Ty45-158                           | 1’E-h2             | HCP                                                  | 1068        | 1947    | | Eisenbahnmuseum Pyskowice                                                            | Pyskowice                | Museumslokomotive                                                    |
|      | Ty45-217                           | 1’E-h2             | Chrzanów                                             | 1752        | 1947    | |                                                                                      | Tarnowskie Góry          | Denkmallokomotive                                                    |
|      | Ty43-17                            | 1’E-h2             | HCP                                                  | 1045        | 1947    | | Eisenbahnmuseum Warschau                                                             | Warszawa                 | Museumslokomotive                                                    |
|      | Pt47-101                           | 1’D1’-h2           | HCP                                                  | 1282        | 1948    | |                                                                                      | Jarocin                  | Wrack                                                                |
|      | Ty43-74                            |                    | HCP                                                  | 1253        | 1948    | | Freilichtmuseum Zduńska Wola Karsznice                                               | Karsznice                | Museumslokomotive                                                    |
|      | TKb 10                             |                    | Chrzanów                                             | 1725        | 1948    | |                                                                                      | Karsznice                | Museumslokomotive                                                    |
|      | Pt47-1                             | 1’D1’-h2           | Chrzanów                                             | 1851        | 1948    | |                                                                                      | Łódź                     | Denkmallokomotive                                                    |
|      | Pt47-13                            | 1’D1’-h2           | Chrzanów                                             | 1863        | 1948    | | Muzeum Kolejnictwa na Śląsku                                                         | Skarżysko-Kamienna       | Denkmallokomotive                                                    |
|      | Pt47-14                            | 1’D1’-h2           | Chrzanów                                             | 1864        | 1948    | |                                                                                      | Stargard Szczeciński     | Denkmallokomotive                                                    |
|      | Ty43-92                            | 1’E-h2             | HCP                                                  | 1273        | 1948    | |                                                                                      | Wolsztyn                 | Museumslokomotive                                                    |
|      | Pt47-20                            | 1’D1’-h2           | Chrzanów                                             | 1870        | 1948    | |                                                                                      | Wrocław                  | Denkmallokomotive                                                    |
|      | Pt47-28                            | 1’D1’-h2           | Chrzanów                                             | 1878        | 1949    | | Muzeum Kolejnictwa na Śląsku                                                         | Jaworzyna Śląska         | Museumslokomotive                                                    |
|      | Pt47-155                           | 1’D1’-h2           | HCP                                                  | 1405        | 1949    | | Muzeum Kolejnictwa na Śląsku                                                         | Jaworzyna Śląska         | Wrack                                                                |
|      | TKh 643                            |                    | Chrzanów                                             | 2181        | 1949    | | Muzeum Kolejnictwa na Śląsku                                                         | Jaworzyna Śląska         | Museumslokomotive                                                    |
|      | Pt47-65                            | 1’D1’-h2           | Chrzanów                                             | 2065        | 1949    | |                                                                                      | Kolin (Republika Czeska) | in Reparatur                                                         |
|      | Pt47-121                           | 1’D1’-h2           | HCP                                                  | 1322        | 1949    | |                                                                                      | Kostrzyn                 | Denkmallokomotive                                                    |
|      | Pt47-50                            | 1’D1’-h2           | Chrzanów                                             | 1900        | 1949    | | Eisenbahnmuseum Pyskowice                                                            | Pyskowice                | Museumslokomotive                                                    |
|      | Pt47-104                           | 1’D1’-h2           | HCP                                                  | 1302        | 1949    | | Eisenbahnmuseum Warschau                                                             | Warszawa                 | Museumslokomotive                                                    |
|      | Pt47-106                           | 1’D1’-h2           | HCP                                                  | 1304        | 1949    | |                                                                                      | Wolsztyn                 | Museumslokomotive                                                    |
|      | Pt47-112                           | 1’D1’-h2           | HCP                                                  | 1310        | 1949    | |                                                                                      | Wolsztyn                 | Museumslokomotive                                                    |
|      | Ty43-123                           |                    | HCP                                                  | 1354        | 1949    | |                                                                                      | Wolsztyn                 | Museumslokomotive                                                    |
|      | Ty45-379                           |                    | HCP                                                  | 1388        | 1949    | |                                                                                      | Wolsztyn                 | Wrack                                                                |
|      | TKh 2191                           |                    | Chrzanów                                             | 2191        | 1950    | |                                                                                      | Białowieża               | Museumslokomotive                                                    |
|      | TKp 2241                           |                    | Chrzanów                                             | 2241        | 1950    | |                                                                                      | Bydgoszcz                | Wrack                                                                |
|      | Pt47-152                           | 1’D1’-h2           | HCP                                                  | 1402        | 1950    | | Freilichtmuseum für Schienenfahrzeuge in Chabówka                                    | Chabówka                 | Museumslokomotive                                                    |
|      | Ty45-386                           |                    | Chrzanów                                             | 2546        | 1950    | | Freilichtmuseum für Schienenfahrzeuge in Chabówka                                    | Chabówka                 | Museumslokomotive                                                    |
|      | TKp 2011                           |                    | Chrzanów                                             | 2011        | 1950    | | Freilichtmuseum für Schienenfahrzeuge in Chabówka                                    | Chabówka                 | Museumslokomotive                                                    |
|      | TKt48-6                            | 1’D1’ h2t          | HCP                                                  | 1532        | 1950    | |                                                                                      | Czerwieńsk               | Denkmallokomotive                                                    |
|      | Ty45-2560                          |                    | Chrzanów                                             | 2560        | 1950    | |                                                                                      | Grodzisk Mazowiecki      | Museumslokomotive                                                    |
|      | Pt47-93                            | 1’D1’-h2           | Chrzanów                                             | 2093        | 1950    | |                                                                                      | Karsznice                | Museumslokomotive                                                    |
|      | Pt47-171                           | 1’D1’-h2           | Chrzanów                                             | 2111        | 1950    | |                                                                                      | Kościerzyna              | Museumslokomotive                                                    |
|      | HL 16                              |                    | Chrzanów                                             | 2239        | 1950    | |                                                                                      | Kraków                   | Denkmallokomotive                                                    |
|      | Pt47-157                           | 1’D1’-h2           | HCP                                                  | 1415        | 1950    | |                                                                                      | Lublin                   | Denkmallokomotive                                                    |
|      | Ty45-421                           |                    | Chrzanów                                             | 2584        | 1950    | |                                                                                      | Łazy                     | Denkmallokomotive                                                    |
|      | TKp 101                            |                    | Chrzanów                                             | 2013        | 1950    | |                                                                                      | Przezchlebie             | Wrack                                                                |
|      | TKt48-72                           | 1’D1’ h2t          | HCP                                                  | 1663        | 1951    | |                                                                                      | Dzierżoniów              | Museumslokomotive                                                    |
|      | TKp 12800                          |                    | Chrzanów                                             | 2263        | 1951    | |                                                                                      | Gliwice                  | Denkmallokomotive                                                    |
|      | TKt48-53                           | 1’D1’ h2t          | Chrzanów                                             | 2927        | 1951    | |                                                                                      | Iława                    | Denkmallokomotive                                                    |
|      | Ol49-1                             | 1’C1’-h2           | Chrzanów                                             | 2603        | 1951    | |                                                                                      | Jarocin                  | Denkmallokomotive                                                    |
|      | TKt48-18                           | 1’D1’ h2t          | HCP                                                  | 1544        | 1951    | | Muzeum Kolejnictwa na Śląsku                                                         | Jaworzyna Śląska         | wartet auf Reparatur                                                 |
|      | TKt48-67                           | 1’D1’ h2t          | Chrzanów                                             | 2926        | 1951    | | Muzeum Kolejnictwa na Śląsku                                                         | Jaworzyna Śląska         | Museumslokomotive                                                    |
|      | TKt48-58                           | 1’D1’ h2t          | HCP                                                  | 1575        | 1951    | |                                                                                      | Legnica                  | Denkmallokomotive                                                    |
|      | Ol49-7                             | 1’C1’-h2           | Chrzanów                                             | 2609        | 1951    | |                                                                                      | Leszno                   | Wrack                                                                |
|      | Ol49-8                             | 1’C1’-h2           | Chrzanów                                             | 2610        | 1951    | |                                                                                      | Przeworsk                | Denkmallokomotive                                                    |
|      | Ty45-125                           |                    | Chrzanów                                             | 2592        | 1951    | | Eisenbahnmuseum Pyskowice                                                            | Pyskowice                | Museumslokomotive                                                    |
|      | TKt48-23                           | 1’D1’ h2t          | HCP                                                  | 1549        | 1951    | | Eisenbahnmuseum Pyskowice                                                            | Pyskowice                | Museumslokomotive                                                    |
|      | TKh 2873                           |                    | Chrzanów                                             | 2873        | 1951    | | Eisenbahnmuseum Pyskowice                                                            | Pyskowice                | Wrack                                                                |
|      | TKp 2261                           |                    | Chrzanów                                             | 2261        | 1951    | | Eisenbahnmuseum Pyskowice                                                            | Pyskowice                | Museumslokomotive                                                    |
|      | TKt48-27                           | 1’D1’ h2t          | HCP                                                  | 1553        | 1951    | |                                                                                      | Rzeszów                  | Denkmallokomotive                                                    |
|      | Ol49-4                             | 1’C1’-h2           | Chrzanów                                             | 2606        | 1951    | | Ringlokschuppen Skierniewice                                                         | Skierniewice             | Museumslokomotive                                                    |
|      | TKt48-39                           | 1’D1’ h2t          | HCP                                                  | 1565        | 1951    | | Ringlokschuppen Skierniewice                                                         | Skierniewice             | Museumslokomotive                                                    |
|      | TKt48-29                           | 1’D1’ h2t          | HCP                                                  | 1555        | 1951    | |                                                                                      | Szczecin                 | wartet auf Reparatur                                                 |
|      | Ol49-3                             | 1’C1’-h2           | Chrzanów                                             | 2605        | 1951    | |                                                                                      | Toruń                    | wartet auf Reparatur                                                 |
|      | TKt48-36                           | 1’D1’ h2t          | HCP                                                  | 1562        | 1951    | |                                                                                      | Warszawa                 | Museumslokomotive                                                    |
|      | TKh 2942                           |                    | Chrzanów                                             | 2942        | 1951    | |                                                                                      | Węgliniec                | Denkmallokomotive                                                    |
|      | Ol49-44                            | 1’C1’-h2           | Chrzanów                                             | 2989        | 1952    | | Freilichtmuseum für Schienenfahrzeuge in Chabówka                                    | Chabówka                 | Museumslokomotive                                                    |
|      | Ol49-34                            | 1’C1’-h2           | Chrzanów                                             | 2979        | 1952    | |                                                                                      | Chełm                    | Denkmallokomotive                                                    |
|      | Ol49-20                            | 1’C1’-h2           | Chrzanów                                             | 2622        | 1952    | |                                                                                      | Częstochowa              | Denkmallokomotive                                                    |
|      | Ol49-9                             | 1’C1’-h2           | Chrzanów                                             | 2611        | 1952    | |                                                                                      | Dzierżoniów              | Museumslokomotive                                                    |
|      | Ol49-11                            | 1’C1’-h2           | Chrzanów                                             | 2613        | 1952    | |                                                                                      | Ełk                      | Museumslokomotive                                                    |
|      | Ol49-12                            | 1’C1’-h2           | Chrzanów                                             | 2614        | 1952    | |                                                                                      | Inowrocław Rąbinek       | in Reparatur                                                         |
|      | TKt48-77                           | 1’D1’ h2t          | HCP                                                  | 1670        | 1952    | |                                                                                      | Jarocin                  | Museumslokomotive                                                    |
|      | Ol49-38                            | 1’C1’-h2           | Chrzanów                                             | 2983        | 1952    | |                                                                                      | Korsze                   | Denkmallokomotive                                                    |
|      | Ol49-23                            | 1’C1’-h2           | Chrzanów                                             | 2625        | 1952    | |                                                                                      | Leszno                   | Wrack                                                                |
|      | Ol49-15                            | 1’C1’-h2           | Chrzanów                                             | 2617        | 1952    | | Eisenbahnmuseum Pyskowice                                                            | Pyskowice                | Museumslokomotive                                                    |
|      | TKh 2949                           |                    | Chrzanów                                             | 2949        | 1952    | | Ringlokschuppen Skierniewice                                                         | Skierniewice             | Museumslokomotive                                                    |
|      | Ol49-29                            | 1’C1’-h2           | Chrzanów                                             | 2631        | 1952    | |                                                                                      | Stare Juchy              | Denkmallokomotive                                                    |
|      | Ol49-21                            | 1’C1’-h2           | Chrzanów                                             | 2623        | 1952    | |                                                                                      | Warszawa                 | Museumslokomotive                                                    |
|      | TKp 2816                           |                    | Chrzanów                                             | 2816        | 1952    | |                                                                                      | Wieliczka                | Museumslokomotive                                                    |
|      | Ol49-61                            | 1’C1’-h2           | Chrzanów                                             | 3172        | 1953    | |                                                                                      | Dzierżoniów              | Museumslokomotive                                                    |
|      | Ol49-80                            | 1’C1’-h2           | Chrzanów                                             | 3193        | 1953    | |                                                                                      | Ełk                      | Wrack                                                                |
|      | Ol49-64                            | 1’C1’-h2           | Chrzanów                                             | 3175        | 1953    | |                                                                                      | Jaworzyna Śląska         | Museumslokomotive                                                    |
|      | Ol49-79                            | 1’C1’-h2           | Chrzanów                                             | 3190        | 1953    | |                                                                                      | Karsznice                | Museumslokomotive                                                    |
|      | Ol49-71                            | 1’C1’-h2           | Chrzanów                                             | 3182        | 1953    | |                                                                                      | Kościerzyna              | Museumslokomotive                                                    |
|      | Ol49-82                            | 1’C1’-h2           | Chrzanów                                             | 3196        | 1953    | |                                                                                      | Krzyż                    | Denkmallokomotive                                                    |
|      | Ol49-60                            | 1’C1’-h2           | Chrzanów                                             | 3171        | 1953    | |                                                                                      | Leszno                   | Wrack                                                                |
|      | Ol49-69                            | 1’C1’-h2           | Chrzanów                                             | 3180        | 1953    | |                                                                                      | Leszno                   | Wrack                                                                |
|      | Ty51-1                             |                    | HCP                                                  | 1980        | 1953    | | Ringlokschuppen Skierniewice                                                         | Skierniewice             | Museumslokomotive                                                    |
|      | Ol49-72                            | 1’C1’-h2           | Chrzanów                                             | 3186        | 1953    | |                                                                                      | Tarnów                   | Denkmallokomotive                                                    |
|      | Ol49-50                            | 1’C1’-h2           | Chrzanów                                             | 2998        | 1953    | |                                                                                      | Toruń                    | Denkmallokomotive                                                    |
|      | Ol49-59                            | 1’C1’-h2           | Chrzanów                                             | 3170        | 1953    | |                                                                                      | Wągrowiec                | wartet auf Reparatur                                                 |
|      | Ol49-81                            | 1’C1’-h2           | Chrzanów                                             | 3192        | 1953    | |                                                                                      | Wolsztyn                 | Wrack                                                                |
|      | TKh 05353                          |                    | Chrzanów                                             | 3121        | 1953    | |                                                                                      | Wrocław                  | betriebsfähig                                                        |
|      | Ol49-100                           | 1’C1’-h2           | Chrzanów                                             | 3214        | 1954    | | Freilichtmuseum für Schienenfahrzeuge in Chabówka                                    | Chabówka                 | wartet auf Reparatur                                                 |
|      | Ol49-102                           | 1’C1’-h2           | Chrzanów                                             | 3212        | 1954    | |                                                                                      | Dzierżoniów              | Museumslokomotive                                                    |
|      | Ol49-93                            | 1’C1’-h2           | Chrzanów                                             | 3205        | 1954    | |                                                                                      | Jaworzyna Śląska         | Museumslokomotive                                                    |
|      | TKh 3140                           |                    | Chrzanów                                             | 3140        | 1954    | |                                                                                      | Kościerzyna              | Museumslokomotive                                                    |
|      | Ty51-9                             |                    | HCP                                                  | 1988        | 1954    | |                                                                                      | Kraków                   | Wrack                                                                |
|      | Ol49-111                           | 1’C1’-h2           | Chrzanów                                             | 4073        | 1954    | |                                                                                      | Leszno                   | Wrack                                                                |
|      | Ol49-90                            | 1’C1’-h2           | Chrzanów                                             | 3202        | 1954    | | Eisenbahnmuseum Pyskowice                                                            | Pyskowice                | Museumslokomotive                                                    |
|      | Ty51-17                            |                    | HCP                                                  | 1996        | 1954    | | Eisenbahnmuseum Pyskowice                                                            | Pyskowice                | Museumslokomotive                                                    |
|      | Ty51-15                            |                    | HCP                                                  | 1994        | 1954    | |                                                                                      | Sędziszów                | Denkmallokomotive                                                    |
|      | TKh 3145                           |                    | Chrzanów                                             | 3145        | 1954    | |                                                                                      | Sosnowiec                | Denkmallokomotive                                                    |
|      | Ol49-85                            | 1’C1’-h2           | Chrzanów                                             | 3183        | 1954    | |                                                                                      | Wolsztyn                 | Wrack                                                                |
|      | Ol49-99                            | 1’C1’-h2           | Chrzanów                                             | 3211        | 1954    | |                                                                                      | Wolsztyn                 | wartet auf Reparatur                                                 |
|      | TKt48-102                          | 1’D1’ h2t          | Chrzanów                                             | 4465        | 1955    | |                                                                                      | Jasło                    | Denkmallokomotive                                                    |
|      | TKt48-100                          | 1’D1’ h2t          | Chrzanów                                             | 4463        | 1955    | | Muzeum Kolejnictwa na Śląsku                                                         | Jaworzyna Śląska         | Wrack                                                                |
|      | TKh 4027                           |                    | Chrzanów                                             | 4027        | 1955    | |                                                                                      | Karsznice                | Museumslokomotive                                                    |
|      | TKt48-99                           | 1’D1’ h2t          | Chrzanów                                             | 4462        | 1955    | |                                                                                      | Kościerzyna              | Museumslokomotive                                                    |
|      | TKt48-116                          | 1’D1’ h2t          | Chrzanów                                             | 4479        | 1955    | |                                                                                      | Łazieniec                | Denkmallokomotive                                                    |
|      | TKp 4409                           |                    | Chrzanów                                             | 4409        | 1955    | | Eisenbahnmuseum Pyskowice                                                            | Pyskowice                | Museumslokomotive                                                    |
|      | TKp 4422                           |                    | Chrzanów                                             | 4422        | 1955    | | Eisenbahnmuseum Pyskowice                                                            | Pyskowice                | Museumslokomotive                                                    |
|      | Ty51-37                            |                    | HCP                                                  | 2131        | 1955    | |                                                                                      | Rzepin                   | Denkmallokomotive                                                    |
|      | TKt48-119                          | 1’D1’ h2t          | Chrzanów                                             | 4482        | 1955    | |                                                                                      | Wałbrzych                | Denkmallokomotive                                                    |
|      | TKt48-124                          | 1’D1’ h2t          | Chrzanów                                             | 4487        | 1955    | |                                                                                      | Zagórz                   | Denkmallokomotive                                                    |
|      | TKt48-138                          | 1’D1’ h2t          | Chrzanów                                             | 4728        | 1956    | |                                                                                      | Białowieża               | Museumslokomotive                                                    |
|      | Ty51-137                           |                    | HCP                                                  | 2429        | 1956    | | Freilichtmuseum für Schienenfahrzeuge in Chabówka                                    | Chabówka                 | Museumslokomotive                                                    |
|      | Ty51-182                           |                    | HCP                                                  | 2474        | 1956    | | Freilichtmuseum für Schienenfahrzeuge in Chabówka                                    | Chabówka                 | Museumslokomotive                                                    |
|      | TKbb                               |                    | Chrzanów                                             | 4695        | 1956    | |                                                                                      | Czachówek                | Museumslokomotive                                                    |
|      | TKt48-151                          | 1’D1’ h2t          | Chrzanów                                             | 4741        | 1956    | |                                                                                      | Częstochowa              | Denkmallokomotive                                                    |
|      | TKh 5376                           |                    | Chrzanów                                             | 5376        | 1956    | |                                                                                      | Jarocin                  | Museumslokomotive                                                    |
|      | Ty51-140                           |                    | HCP                                                  | 2432        | 1956    | | Muzeum Kolejnictwa na Śląsku                                                         | Jaworzyna Śląska         | Museumslokomotive                                                    |
|      | TKt48-173                          | 1’D1’ h2t          | Chrzanów                                             | 4763        | 1956    | | Muzeum Kolejnictwa na Śląsku                                                         | Jaworzyna Śląska         | Museumslokomotive                                                    |
|      | TKB/B 14813                        |                    | Chrzanów                                             | 4696        | 1956    | | Muzeum Kolejnictwa na Śląsku                                                         | Jaworzyna Śląska         | Museumslokomotive                                                    |
|      | TKt48-179                          | 1’D1’ h2t          | Chrzanów                                             | 4769        | 1956    | |                                                                                      | Kościerzyna              | Museumslokomotive                                                    |
|      | Ty51-138                           |                    | HCP                                                  | 2430        | 1956    | |                                                                                      | Kotlarnia                | Denkmallokomotive                                                    |
|      | TKt48-167                          | 1’D1’ h2t          | Chrzanów                                             | 4757        | 1956    | |                                                                                      | Kraków                   | Denkmallokomotive                                                    |
|      | TKt48-163                          | 1’D1’ h2t          | Chrzanów                                             | 4753        | 1956    | |                                                                                      | Niwy                     | Museumslokomotive                                                    |
|      | TKt48-177                          | 1’D1’ h2t          | Chrzanów                                             | 4767        | 1956    | |                                                                                      | Nowy Sącz                | Denkmallokomotive                                                    |
|      | TKt48-127                          | 1’D1’ h2t          | Chrzanów                                             | 4490        | 1956    | |                                                                                      | Opole                    | Denkmallokomotive                                                    |
|      | Ty51-183                           |                    | HCP                                                  | 2475        | 1956    | |                                                                                      | Poznań                   | Denkmallokomotive                                                    |
|      | TKt48-130                          | 1’D1’ h2t          | Chrzanów                                             | 4493        | 1956    | |                                                                                      | Poznań                   | Denkmallokomotive                                                    |
|      | TKh 5380                           |                    | Chrzanów                                             | 5380        | 1956    | | Eisenbahnmuseum Pyskowice                                                            | Pyskowice                | Museumslokomotive                                                    |
|      | Ty51-133                           |                    | HCP                                                  | 2425        | 1956    | |                                                                                      | Sosnowiec                | Denkmallokomotive                                                    |
|      | TKt48-147                          | 1’D1’ h2t          | Chrzanów                                             | 4737        | 1956    | |                                                                                      | Stefanowo                | Denkmallokomotive                                                    |
|      | TKt48-170                          | 1’D1’ h2t          | Chrzanów                                             | 4760        | 1956    | |                                                                                      | Tczew                    | Denkmallokomotive                                                    |
|      | TKt48-143                          | 1’D1’ h2t          | Chrzanów                                             | 4733        | 1956    | |                                                                                      | Wolsztyn                 | Museumslokomotive                                                    |
|      | TKt48-146                          | 1’D1’ h2t          | Chrzanów                                             | 4736        | 1956    | |                                                                                      | Wrocław                  | Museumslokomotive                                                    |
|      | TKt48-191                          | 1’D1’ h2t          | Chrzanów                                             | 4781        | 1957    | | Freilichtmuseum für Schienenfahrzeuge in Chabówka                                    | Chabówka                 | in Reparatur                                                         |
|      | TKh 0175                           |                    | Chrzanów                                             | 4938        | 1957    | | Freilichtmuseum für Schienenfahrzeuge in Chabówka                                    | Chabówka                 | Museumslokomotive                                                    |
|      | TKp 3409                           |                    | Chrzanów                                             | 3409        | 1957    | |                                                                                      | Gliwice                  | in Reparatur                                                         |
|      | TKbb                               |                    | Chrzanów                                             | 4719        | 1957    | |                                                                                      | Gliwice                  | Museumslokomotive                                                    |
|      | TKt48-185                          | 1’D1’ h2t          | Chrzanów                                             | 4775        | 1957    | |                                                                                      | Jarocin                  | Wrack                                                                |
|      | TKt48-186                          | 1’D1’ h2t          | Chrzanów                                             | 4776        | 1957    | |                                                                                      | Jaworzyna Śląska         | Museumslokomotive                                                    |
|      | TKp 15132                          |                    | Chrzanów                                             | 3399        | 1957    | |                                                                                      | Pyskowice                | Museumslokomotive                                                    |
|      | Ty51-223                           |                    | HCP                                                  | 2532        | 1957    | |                                                                                      | Wolsztyn                 | Museumslokomotive                                                    |
|      | TKp 5161                           |                    | Chrzanów                                             | 5161        | 1958    | | Eisenbahnmuseum Pyskowice                                                            | Pyskowice                | Wrack                                                                |
|      | Huta Szczecin 6                    |                    | Chrzanów                                             | 3877        | 1958    | |                                                                                      | Szczecin                 | Denkmallokomotive                                                    |
|      | Ty51-228                           |                    | HCP                                                  | 2627        | 1958    | |                                                                                      | Warszawa                 | Museumslokomotive                                                    |
|      | TKh 5564                           |                    | Chrzanów                                             | 5564        | 1959    | |                                                                                      | Toruń                    | Denkmallokomotive                                                    |
|      | TKh49-1                            |                    | Chrzanów                                             | 5695        | 1961    | | Freilichtmuseum für Schienenfahrzeuge in Chabówka                                    | Chabówka                 | wartet auf Reparatur                                                 |
|      | TKh 5697                           |                    | Chrzanów                                             | 5697        | 1961    | | Eisenbahnmuseum Pyskowice                                                            | Pyskowice                | Museumslokomotive                                                    |
|      | TKp 6046                           |                    | Chrzanów                                             | 6046        | 1961    | | Eisenbahnmuseum Pyskowice                                                            | Pyskowice                | Museumslokomotive                                                    |
|      | TKh 5699                           |                    | Chrzanów                                             | 5699        | 1961    | |                                                                                      | Tczew                    | Denkmallokomotive                                                    |
|      | TKp 5                              |                    | Chrzanów                                             | 6041        | 1962    | | Muzeum Kolejnictwa na Śląsku                                                         | Jaworzyna Śląska         | wartet auf Reparatur                                                 |
|      | TKp 6042                           |                    | Chrzanów                                             | 6042        | 1962    | | Ringlokschuppen Skierniewice                                                         | Skierniewice             | Museumslokomotive                                                    |
|      | TKp 20                             |                    | Chrzanów                                             | 6289        | 1963    | |                                                                                      | Karsznice                | Museumslokomotive                                                    |
|      | Ty2-1407                           |                    | ZNTK Poznań                                          |             | 1964    | | Ringlokschuppen Skierniewice                                                         | Skierniewice             | Museumslokomotive                                                    |

## Schmalspurlokomotiven 600 mm
| Foto | Nummer oder Name                      | Bauart / Achsfolge | Hersteller         | Fabrik- nr. | Baujahr | Historie | Eigentümer / Betreiber / Strecke | Standort            | Bemerkungen       |
| ---- | ------------------------------------- | ------------------ | ------------------ | ----------- | ------- | --- | -------------------------------- | ------------------- | ----------------- |
|      | T2-71                                 | B n2t              | Henschel & Sohn    | 24115       | 1939    | Franz Häberle, Stuttgart / 194x Heeresfeldbahn "HF 7038" / 19xx PKP "T 2- 71" +1984 / 1986 Eisenbahnmuseum Wenecja [PL] |                                  | Wenecja             | Museumslokomotive |
|      | T2-73                                 | B n2t              | Henschel & Sohn    | 23161       | 1936    | Dr. Scholtz, Essen / 194x Heeresfeldbahn "HF 7040" / 19xx PKP "T 2- 73" +1964 / 19xx Denkmal Kindergarten Krakow [PL] |                                  | Kraków              | Museumslokomotive |
|      | T49-112                               |                    | Chrzanów           | 1908        | 1949    | |                                  | Dęblin              | Denkmallokomotive |
|      | T49-114                               |                    | Chrzanów           | 1910        | 1949    | |                                  | Wenecja             | Museumslokomotive |
|      | T49-116                               |                    | Chrzanów           |             | 1949    | |                                  | Tarnowskie Góry     | Museumslokomotive |
|      | Tx2-355                               | D h2t              | Orenstein & Koppel | 5020        | 1911    | Versuchsabteilung der Verkehrstruppen, Hanau/Main "302" (Prototyp, 1912 iE) / 1919 Polnische Staatsbahn PKP "401" / 19xx Gnesener Kleinbahn "6" → / 1945 Polnische Staatsbahn PKP "Tx 1-355" "Tx 2-355" +1971 / 1971 Freilichtmuseum Wenecja                                 |                                  | Wrocław             | Denkmallokomotive |
|      | Tx26-422                              | D-n2t              | Chrzanów           | 149         | 1926    | |                                  | Wenecja             | Museumslokomotive |
|      | Tx26-423                              | D-n2t              | Chrzanów           | 150         | 1926    | |                                  | Poznań              | Museumslokomotive |
|      | Tx26-427                              | D-n2t              | Chrzanów           | 179         | 1928    | |                                  | Chabówka            | Museumslokomotive |
|      | Tyb5-471                              | C1´n2t             | Borsig             | 8741        | 1913    | Jarotschiner Kreisbahn "5" / 1949 Polnische Staatsbahn PKP "Tyb 4-471" (um 1951 in Mlawa mit Tender ausgerüstet, 1962 nach Myszyniec, 1973 nach Bydgoszcz) / 11.09.1974 a / → Schmalspurmuseum Wenecja [PL] "Tyb 4-471                                                       |                                  | Wenecja             | Museumslokomotive |
|      | Tx4-564                               |                    | Hanomag            | 10205       | 1923    | |                                  | Wenecja             | Museumslokomotive |
|      | Tx6-502                               | D-h2t              | Chrzanów           | 778         | 1940    | |                                  | Wenecja             | Museumslokomotive |
|      | Py4-741                               | C t                | Orenstein & Koppel | 11007       | 1925    | Kreisbahn Znin [PL] / 19xx Polnische Staatsbahn PKP "Py 4-741" / 19xx Warschau-Odolany | Eisenbahnmuseum Sochaczew        | Sochaczew           | Museumslokomotive |
|      | Px27-775                              | D-n2               | Chrzanów           | 343         | 1929    | |                                  | Wenecja             | Museumslokomotive |
|      | Px38-805                              | D-n2               | Chrzanów           | 727         | 1938    | |                                  | Żnin                | betriebsfähig     |
|      | Cukrownia Chełmica 1                  |                    | Tubize             | 2179        | 1935    | |                                  | Wenecja             | Museumslokomotive |
|      | Cukrownia Klemensów 1                 |                    | Hanomag            | 6272        | 1911    | | Eisenbahnmuseum Sochaczew        | Sochaczew           | Museumslokomotive |
|      | Cukrownia Klemensów 2                 | Dn2t               | Borsig             | 10323       | 1918    | Eisenbahnersatzpark - Heeresfeldbahn "2092" / 19xx Cukrowina Klemensow [PL] "2" (1975 a) / 1989 Museum Wenecja [PL] |                                  | Wenecja             | Museumslokomotive |
|      | Cukrownia Klemensów 4                 |                    | Henschel & Sohn    | 13580       | 1915    | Deutsche Feldbahn, Depot I.Brigade Berlin "485" / 19xx Zufa Klemensow "4" [PL] / → Museum Wenecja "4" |                                  | Wenecja             | Museumslokomotive |
|      | Cukrownia Klemensów 6                 |                    | Henschel & Sohn    | 15111       | 1917    | KuK HFB "459" [A] / 19xx Zufa Klemensow "6" [PL] / → Museum Wenecja "6" |                                  | Wenecja             | Museumslokomotive |
|      | Cukrownia Klemensów 7                 |                    | Chrzanów           | 938         | 1940    | |                                  | Odrano-Wola         | Denkmallokomotive |
|      | Cukrownia Klemensów 9                 |                    | Henschel & Sohn    | 16163       | 1918    | HFB, Ersatzpark Berlin "2558" / 19xx Zufa Klemensow "9" [PL] / 1994 Denkmal Bw Warschau-Odalany / …. Denkmal, Sucha Beskidzka [PL] (06.2008 vh) / 20xx Denkmal, Białośliwie                                                                                                  |                                  | Białośliwie         | Museumslokomotive |
|      | Cukrownia Klemensów 10                |                    | Henschel & Sohn    | 14252       | 1916    | Heeresfeldbahn, Depot I. Brigade Berlin "1004" / 1918 BDZ 434.60 / nach 1936 Zuckerfabrik Klemensow "10" [PL] / 1992 Denkmal Bf Warschau-Praga [PL] |                                  | Czernice Borowe     | Denkmallokomotive |
|      | Cukrownia Leśmierz 3                  |                    | Linke-Hofmann      | 1721        | 1918    | | Ringlokschuppen Skierniewice     | Skierniewice        | Museumslokomotive |
|      | Cukrownia Leśmierz 4                  |                    | Chrzanów           | 1541        | 1946    | | Ringlokschuppen Skierniewice     | Skierniewice        | Museumslokomotive |
|      | Cukrownia Leśmierz 11                 |                    | BMAG               | 6808        | 1919    | |                                  | Chabówka            | Museumslokomotive |
|      | Cukrownia Nakło 6                     |                    | Henschel & Sohn    | 25117       | 1941    | R. Dolberg, Berlin / → Transbau Berlin / 19xx Zuckerfabrik Znin "6" / 1969 Zuckerfabrik Naklo [PL] (10.1972 vh) / 1980 Denkmal, Zuckerfabrik Naklo, Naklo [PL] "CN 1" (04.2003, 08.2012 vh)                                                                                  |                                  | Nakło nad Notecią   | Denkmallokomotive |
|      | Cukrownia Nakło 531                   |                    | Orenstein & Koppel | 531         | 1900    | Zuckerfabrik Nakel / 19xx Polnische Staatsbahn PKP "Ty 5-531" - Zuckerfabrik Naklo [PL] (10.1972 vh) / 1974 Eisenbahnmuseum Wenecja - Warschau [PL] |                                  | Wenecja             | Museumslokomotive |
|      | Cukrownia Zduny nr ?                  |                    | Chrzanów           | 3515        | 1958    | |                                  | Ostrów Wielkopolski | Denkmallokomotive |
|      | Cukrownia Zduny 1                     |                    | Chrzanów           | 3276        | 1953    | |                                  | Ostrów Wielkopolski | Museumslokomotive |
|      | Cukrownia Żnin 8344                   |                    | Babelsberg         | 16028       | 1950    | |                                  | Wenecja             | Museumslokomotive |
|      | Huta Chlewiska nr ?                   |                    | Krauss             |             |         | |                                  | Chlewiska           | Museumslokomotive |
|      | Ośrodek Transportu Leśnego Ty 243     |                    | Chrzanów           | 1060        | 1948    | |                                  | Kolno               | Denkmallokomotive |
|      | Ośrodek Transportu Leśnego Ty 244     |                    | Chrzanów           | 1059        | 1948    | |                                  | Ełk                 | Denkmallokomotive |
|      | Ośrodek Transportu Leśnego Ty 1131    |                    | Chrzanów           | 4233        | 1955    | |                                  | Zagnańsk            | Denkmallokomotive |
|      | Ośrodek Transportu Leśnego Ty 1136    |                    | Chrzanów           | 4990        | 1956    | |                                  | Ełk                 | Museumslokomotive |
|      | Ośrodek Transportu Leśnego Ty 1139    |                    | Chrzanów           | 3816        | 1958    | |                                  | Krośnice            | Museumslokomotive |
|      | Ośrodek Transportu Leśnego Ty 3810    |                    | Chrzanów           | 3810        | 1958    | |                                  | Janów Lubelski      | Museumslokomotive |
|      | Ośrodek Transportu Leśnego Ty 3811    |                    | Chrzanów           | 3811        | 1958    | |                                  | Topiło              | Denkmallokomotive |
|      | Ośrodek Transportu Leśnego Tx 200     | Dn2t               | nieznany           |             |         | |                                  | Hajnówka            | Museumslokomotive |
|      | Ośrodek Transportu Leśnego Tx 201     | Dn2t               | Borsig             | 10312       | 1918    | Eisenbahnersatzpark - Heeresfeldbahn "1920" / 19xx Polnische Forstverwaltung ZKL Czarna Białostocka "Tx 201" (1975 a) / 19xx Spielplatz, Czarna Białostocka [PL] / 19xx Denkmal, Bf Czarna Białostocka [PL] "Tx 201"                                                         |                                  | Prostki             | Denkmallokomotive |
|      | Ośrodek Transportu Leśnego Tx 207     |                    | Henschel & Sohn    | 15972       | 1918    | HFB, Ersatzpark Berlin "1095" / 19xx ZKL – Polnische Forstverwaltung [PL] (?) |                                  | Czarna Białostocka  | Wrack             |
|      | Ośrodek Transportu Leśnego Tx 227     |                    | Esslingen          | 3777        | 1916    | Heeresfeldbahn "588" /1919 Polnische Forstverwaltung ZKL, Waldbahn Białostocka "Tx 227" / 19xx Denkmal, Bialostocka [PL] "588" |                                  | Czarna Białostocka  | Denkmallokomotive |
|      | Ośrodek Transportu Leśnego Tx 242     |                    | ?                  |             |         | |                                  | Redecz Krukowy      | Museumslokomotive |
|      | Ośrodek Transportu Leśnego Tx 1112    | Dn2t               | Borsig             | 10370       | 1918    | Eisenbahnersatzpark - Heeresfeldbahn "2490" / 1920 PKP - ZKL "Tx 1112" / 1944 Werkbahn, Zagnansk / 1954 Kielec / 1958 Zagnansk / 1965 Forstbahn Hajnowka [PL] "Tx 1112" |                                  | Hajnówka            | Museumslokomotive |
|      | Ośrodek Transportu Leśnego Tx 1113    | Dn2t               | Orenstein & Koppel | 8590        | 1918    | Depot-Verwaltung der 1. Eb-Brigade, Berlin-Schöneberg, für Rehagen-Klausdorf "1973" / 19xx Polnische Forstverwaltung ZKL, Waldbahn Hajnowka "Tx 1113" (1992 vh) |                                  | Płociczno           | Denkmallokomotive |
|      | Ośrodek Transportu Leśnego Tx 1114    | Dn2t               | Orenstein & Koppel | 8615        | 1918    | Depot-Verwaltung der 1. Eb-Brigade, Berlin-Schöneberg, für Rehagen-Klausdorf "2187" / 19xx Polnische Forstverwaltung ZKL, Waldbahn Bialostocka [PL] "Tx 1114" / 1986 Spanien (aber noch 1992 vh in Polen)                                                                    |                                  | Czarna Białostocka  | Denkmallokomotive |
|      | Ośrodek Transportu Leśnego Tx 1116    | Dn2t               | Henschel & Sohn    | 16103       | 1918    | HFB, Ersatzpark Berlin "2353" / 19xx ZKL – Polnische Forstverwaltung [PL] / 19xx Waldbahn Bialistocka "Tx 1116" / 19xx Eisenbahnmuseum Wenecja |                                  | Wenecja             | Museumslokomotive |
|      | Ośrodek Transportu Leśnego Tx 1123    | Dn2t               | Hohenzollern       | 3738        | 1917    | Eisenbahn-Ersatzpark, Hanau "1609" / 19xx Zuckerfabrik Hajnowka [PL] / 19xx Polnische Forstverwaltung ZKL, Waldbahn Hajnowka "Tx 1123" / 1992 Eisenbahnmuseum Warschau-Glowna "Tx 1123" (Kessel Borsig FNr. 10377)                                                           |                                  | Kościerzyna         | Museumslokomotive |
|      | Ośrodek Transportu Leśnego Tx 1958    | Dn2t               | Orenstein & Koppel | 8575        | 1918    | Depot-Verwaltung der 1. Eb-Brigade, Berlin-Schöneberg, für Rehagen-Klausdorf "1958" / 19xx Polnische Forstverwaltung ZKL, Waldbahn Hajnowka "Tx 1958" / 1987 Eisenbahnmuseum Sochaczew [PL] (Kessel Hartmann FNr. 4121/1918)                                                 | Eisenbahnmuseum Sochaczew        | Sochaczew           | Museumslokomotive |
|      | Zakłady Azotowe Chorzów 1             | Bn2t               | Borsig             | 11453       | 1924    | Fürstlich Donnersmarck´sche Bergwerks- und Hüttendirektion, Swintochlowice / → Zaklady Azotowe P. Findera [PL] / 19xx Zaklady Azotowe, Chorzowie [PL] (600 mm, 1984, 1987 a vh) / 19xx Denkmal, Poznan-Gorczyn [PL]                                                          |                                  | Poznań              | Denkmallokomotive |
|      | Kolejka Parkowa Maltanka 2            | Bn2t               | Borsig             | 11458       | 1925    | W. Hoene AG Berlin, für S.J. Jeirelowski, Obrzycko/Polen / 19xx Zaklady Azotowe "P. Finder", Chorzowie [PL] (1984 a vh) / 19xx Denkmal, Poznan-Gorczyn/PL / → Poznanski Klub Modelarzy Kolewych, für Einsatz auf Parkbahn Posen (1999 HU in Janikowo, 2006 a vh in Janikowo) |                                  | Poznań              | betriebsfähig     |
|      | Zakłady Sodowe Solvay Tx 10660        |                    | Chrzanów           | 763         | 1939    | |                                  | Wenecja             | Museumslokomotive |
|      | Zakład Robót Kolejowych Warszawa nr ? |                    | Chrzanów           | 821         | 1940    | |                                  | Częstochowa         | Museumslokomotive |
|      | Żwirownia Mirosław Ujski 12595        |                    | Orenstein & Koppel | 12595       | 1935    | neu Alfred Lasch, Glauchau / 01.01.1949 Polnische Staatsbahn PKP "T 1-9" / 08.05.1951 Departement Drog. Biezanow / 19xx Kiesgrube Miroslaw Ujski / 19xx Museum Wenecja [PL] "T 1-009"                                                                                        |                                  | Wenecja             | Museumslokomotive |
|      | Żwirownia Mirosław Ujski 26004        |                    | Babelsberg         | 26004       | 1951    | |                                  | Białośliwie         | betriebsfähig     |

## Schmalspurlokomotiven 630 mm
| Foto | Nummer oder Name | Bauart / Achsfolge | Hersteller | Fabrik- nr. | Baujahr | Historie | Eigentümer / Betreiber / Strecke | Standort  | Bemerkungen       |
| ---- | ---------------- | ------------------ | ---------- | ----------- | ------- | -------- | -------------------------------- | --------- | ----------------- |
|      | Huta Jedność 2   |                    | Chrzanów   | 2601        | 1958    |          |                                  | Sochaczew | Museumslokomotive |
|      | Huta Jedność 5   |                    | Chrzanów   | 2597        | 1958    |          |                                  | Tłuszcz   | Denkmallokomotive |

## Schmalspurlokomotiven 750 mm
| Foto | Nummer oder Name                                | Bauart / Achsfolge | Hersteller                   | Fabrik- nr. | Baujahr | Historie | Eigentümer / Betreiber / Strecke                                       | Standort                | Bemerkungen                     |
| ---- | ----------------------------------------------- | ------------------ | ---------------------------- | ----------- | ------- | --- | ---------------------------------------------------------------------- | ----------------------- | ------------------------------- |
|      | T3-1043                                         |                    | Budich                       | 931         | 1943    | | Eisenbahnmuseum Sochaczew                                              | Sochaczew               | Museumslokomotive               |
|      | Ty3-1162                                        |                    | Orenstein & Koppel           | 8165        | 1916    | Warschauer Vorortbahnen - Kleinbahn Jablonna "66" / 19xx Polnische Staatsbahn PKP "Ty 3‑1162" / 19xx Museum Sochazew [PL] | Eisenbahnmuseum Sochaczew                                              | Sochaczew               | Museumslokomotive               |
|      | Tyb4-1221                                       | C1’-n2t            | Henschel & Sohn              | 7589        | 1906    | Opalenitzaer Kleinbahn / PKP Tyb 2-1221 / 19xx Museum Tarnowskie Gory [PL] |                                                                        | Tarnowskie Góry         | Museumslokomotive               |
|      | Tx28-1274                                       | D-n2t              | Chrzanów                     | 308         | 1928    | | Eisenbahnmuseum Sochaczew                                              | Sochaczew               | Museumslokomotive               |
|      | Tx4-1315                                        | D-n2t              | Orenstein & Koppel           | 10655       | 1924    | neu Kreisbahn Sochaczew [PL] / 1949 Polnische Staatsbahn PKP "Tx 4-1315" / → Eisenbahnmuseum Warschau-Glowna "Tx 4-1315" (04.1993 vh in Sochaczew)                                                                                | Eisenbahnmuseum Sochaczew                                              | Sochaczew               | Museumslokomotive               |
|      | Txb5-1431                                       | D1’-n2t            | Krauss-Maffei                | 16162       | 1942    | | Eisenbahnmuseum Sochaczew                                              | Sochaczew               | Museumslokomotive               |
|      | Px4-1614                                        |                    | Podolska Wytwórnia Parowozów | 401         | 1936    | |                                                                        | Tarnowskie Góry         | Museumslokomotive               |
|      | Px6-1645                                        |                    | Podolska Wytwórnia Parowozów | 328         | 1937    | | Eisenbahnmuseum Sochaczew                                              | Sochaczew               | Museumslokomotive               |
|      | Px29-1704                                       | D-h2               | WSABP                        | 184         | 1929    | | Eisenbahnmuseum Sochaczew                                              | Sochaczew               | betriebsfähig                   |
|      | Px29-1708                                       | D-h2               | WSABP                        | 185         | 1929    | | Eisenbahnmuseum Sochaczew                                              | Sochaczew               | Museumslokomotive               |
|      | Px48-1723                                       | D-h2               | Chrzanów                     | 2023        | 1950    | |                                                                        | Zduńska Wola            | Denkmallokomotive               |
|      | Px48-1724                                       | D-h2               | Chrzanów                     | 2024        | 1950    | |                                                                        | Jędrzejów               | Museumslokomotive               |
|      | Px48-1726                                       | D-h2               | Chrzanów                     | 2026        | 1950    | |                                                                        | Zbiersk                 | Denkmallokomotive               |
|      | Px48-1728                                       | D-h2               | Chrzanów                     | 2028        | 1950    | |                                                                        | Pyskowice               | Wrack                           |
|      | Px48-1734                                       | D-h2               | Chrzanów                     | 2119        | 1951    | |                                                                        | Przeworsk               | wartet auf Reparatur            |
|      | Px48-1739                                       | D-h2               | Chrzanów                     | 2124        | 1951    | |                                                                        | Sochaczew               | Museumslokomotive               |
|      | Px48-1748                                       | D-h2               | Chrzanów                     | 2133        | 1951    | |                                                                        | Pułtusk                 | in Reparatur                    |
|      | Px48-1752                                       | D-h2               | Chrzanów                     | 2247        | 1951    | |                                                                        | Ełk                     | betriebsfähig                   |
|      | Px48-1755                                       | D-h2               | Chrzanów                     | 2250        | 1951    | |                                                                        | Sochaczew               | Museumslokomotive               |
|      | Px48-1756                                       | D-h2               | Chrzanów                     | 2253        | 1951    | |                                                                        | Środa Wielkopolska      | betriebsfähig                   |
|      | Px48-1758                                       | D-h2               | Chrzanów                     | 2168        | 1952    | |                                                                        | Ostrołęka               | Denkmallokomotive               |
|      | Px48-1760                                       | D-h2               | Chrzanów                     | 2170        | 1952    | |                                                                        | Poznań                  | Denkmallokomotive               |
|      | Px48-1764                                       | D-h2               | Chrzanów                     | 3049        | 1953    | |                                                                        | Krotoszyn               | Denkmallokomotive               |
|      | Px48-1765                                       | D-h2               | Chrzanów                     | 3050        | 1953    | |                                                                        | Śmigiel                 | Denkmallokomotive               |
|      | Px48-1770                                       | D-h2               | Chrzanów                     | 3055        | 1953    | |                                                                        | Praszka                 | Denkmallokomotive               |
|      | Px48-1771                                       | D-h2               | Chrzanów                     | 3056        | 1953    | |                                                                        | Sochaczew               | Museumslokomotive               |
|      | Px48-1778                                       | D-h2               | Chrzanów                     | 3063        | 1953    | |                                                                        | Marki                   | Denkmallokomotive               |
|      | Px48-1783                                       | D-h2               | Chrzanów                     | 3070        | 1954    | |                                                                        | Rogów                   | Museumslokomotive               |
|      | Px48-1784                                       | D-h2               | Chrzanów                     | 3219        | 1954    | |                                                                        | Ciechanów               | Denkmallokomotive               |
|      | Px48-1785                                       | D-h2               | Chrzanów                     | 3220        | 1954    | |                                                                        | Września                | Denkmallokomotive (restauriert) |
|      | Px48-1902                                       | D-h2               | Chrzanów                     | 3228        | 1954    | |                                                                        | Krośniewice             | Museumslokomotive               |
|      | Px48-1907                                       | D-h2               | Chrzanów                     | 4508        | 1955    | |                                                                        | Krośnice                | betriebsfähig                   |
|      | Px48-1911                                       | D-h2               | Chrzanów                     | 3245        | 1955    | |                                                                        | Koszalin                | in Reparatur                    |
|      | Px48-1912                                       | D-h2               | Chrzanów                     | 3246        | 1955    | |                                                                        | Pleszew                 | Denkmallokomotive               |
|      | Px48-1919                                       | D-h2               | Chrzanów                     | 4507        | 1955    | |                                                                        | Gniezno                 | wartet auf Reparatur            |
|      | Px48-1920                                       | D-h2               | Chrzanów                     | 4509        | 1955    | |                                                                        | Środa Wielkopolska      | betriebsfähig                   |
|      | Px48-1921                                       | D-h2               | Chrzanów                     | 4510        | 1955    | |                                                                        | Dębica                  | Denkmallokomotive               |
|      | Px48-1923                                       | D-h2               | Chrzanów                     | 4512        | 1955    | |                                                                        | Zbąszynek               | Denkmallokomotive               |
|      | Px48-1927                                       | D-h2               | Chrzanów                     | 3230        | 1955    | |                                                                        | Siedlce                 | Denkmallokomotive               |
|      | Px49-1792                                       | D-h2               | Chrzanów                     | 2032        | 1950    | |                                                                        | Szreniawa               | Museumslokomotive               |
|      | Px49-1794                                       | D-h2               | Chrzanów                     | 2034        | 1950    | |                                                                        | Sochaczew               | Museumslokomotive               |
|      | Px49-1796                                       | D-h2               | Chrzanów                     | 2036        | 1950    | | Eisenbahnmuseum Sochaczew                                              | Sochaczew               | Museumslokomotive               |
|      | Px49-1797                                       | D-h2               | Chrzanów                     | 2037        | 1950    | | Eisenbahnmuseum Sochaczew                                              | Sochaczew               | Museumslokomotive               |
|      | Px49-1798                                       | D-h2               | Chrzanów                     | 2038        | 1950    | |                                                                        | Ślęza                   | Museumslokomotive               |
|      | Px49-1799                                       | D-h2               | Chrzanów                     | 2039        | 1950    | |                                                                        | Koluszki                | Denkmallokomotive               |
|      | Pw53-1980                                       |                    | Chrzanów                     | 2646        | 1955    | | Eisenbahnmuseum Sochaczew                                              | Sochaczew               | Museumslokomotive               |
|      | Cukrownia Brześć Kujawski 8                     |                    | Chrzanów                     | 152         | 1926    | | Eisenbahnmuseum Sochaczew                                              | Sochaczew               | Museumslokomotive               |
|      | Cukrownia Brześć Kujawski 9                     |                    | Orenstein & Koppel           | 1372        | 1905    | |                                                                        | Dalekie-Tartak          | Museumslokomotive               |
|      | Cukrownia Brześć Kujawski 13                    |                    | Krauss                       | 6846        | 1916    | | Eisenbahnmuseum Sochaczew                                              | Sochaczew               | Wrack                           |
|      | Cukrownia Dobre 1                               |                    | Chrzanów                     | 1685        | 1947    | | Eisenbahnmuseum Sochaczew                                              | Sochaczew               | Museumslokomotive               |
|      | Cukrownia Dobre 3                               |                    | Chrzanów                     | 1017        | 1944    | | Eisenbahnmuseum Sochaczew                                              | Sochaczew               | Museumslokomotive               |
|      | Cukrownia Dobre 5                               |                    | Henschel & Sohn              | 22891       | 1935    | | Eisenbahnmuseum Sochaczew                                              | Sochaczew               | Museumslokomotive               |
|      | Cukrownia Dobre 4 (Kp4-3760)                    |                    | Chrzanów                     | 3760        | 1957    | | Eisenbahnmuseum Sochaczew                                              | Sochaczew               | Museumslokomotive               |
|      | Cukrownia Gosławice 2                           |                    | Chrzanów                     | 3332        | 1954    | | Eisenbahnmuseum Sochaczew                                              | Sochaczew               | Museumslokomotive               |
|      | Cukrownia Kruszwica 1 (Kp4-3761)                |                    | Chrzanów                     | 3761        | 1957    | | Eisenbahnmuseum Sochaczew                                              | Sochaczew               | Museumslokomotive               |
|      | Bieszczadzka Kolejka Leśna Kp4-3772             |                    | Chrzanów                     | 3772        | 1957    | |                                                                        | Cisna-Majdan            | betriebsfähig                   |
|      | Cukrownia Kruszwica 3 ex Cukrownia Kruszwica 11 |                    | Henschel & Sohn              | 20315       | 1924    | | Eisenbahnmuseum Sochaczew                                              | Sochaczew               | Museumslokomotive               |
|      | Bieszczadzka Kolejka Leśna Ty 1884              |                    | Chrzanów                     | 4967        | 1956    | |                                                                        | Cisna-Majdan            | betriebsfähig                   |
|      | Cukrownia Kruszwica 13                          |                    | Chrzanów                     | 1713        | 1946    | |                                                                        | Chrzanów                | Denkmallokomotive               |
|      | Cukrownia Kruszwica 16                          |                    | Chrzanów                     | 1538        | 1946    | | Eisenbahnmuseum Sochaczew                                              | Sochaczew               | Museumslokomotive               |
|      | Cukrownia Kruszwica 22                          |                    | Krauss                       | 2831        | 1893    | | Eisenbahnmuseum Sochaczew                                              | Sochaczew               | Museumslokomotive               |
|      | Cukrownia Leśmierz 609                          |                    | Chrzanów                     | 1982        | 1949    | |                                                                        | Krośnice                | Museumslokomotive               |
|      | Cukrownia Leśmierz 610                          |                    | Chrzanów                     | 1984        | 1949    | | Ringlokschuppen Skierniewice                                           | Skierniewice            | Museumslokomotive               |
|      | Cukrownia Nowy Staw Ty1-15506                   |                    | Krauss-Maffei                | 15506       | 1934    | | Eisenbahnmuseum Sochaczew                                              | Sochaczew               | Museumslokomotive               |
|      | Cukrownia Ostrowite Kp4-1                       |                    | Chrzanów                     | 3762        | 1957    | |                                                                        | Rypin                   | Denkmallokomotive               |
|      | Cukrownia Ostrowite Kp4-15346                   |                    | Chrzanów                     | 3792        | 1957    | |                                                                        | unbekannt               | noch vorhanden?                 |
|      | Cukrownia Pelplin (Tyb) 3417                    |                    | Krauss                       | 3417        | 1896    | | Eisenbahnmuseum Sochaczew                                              | Sochaczew               | Museumslokomotive               |
|      | Cukrownia Pelplin (Tyb) 6452                    |                    | Krauss                       | 6452        | 1911    | | Eisenbahnmuseum Sochaczew                                              | Sochaczew               | Museumslokomotive               |
|      | Cukrownia Pelplin 7841                          | B n2t              | Borsig                       | 7841        | 1911    | Robert Bernatzki, Danzig/Cukrownia Malbork "MARTHA" / 1945 PKP "T 7841" / 1966 Cukrownia Pelplin "T 7841" (1973 a) / 1973 Privat, Robert Bernatzki, Danzig/PL "MARTHA T 7841" (1993 vh) / 199x Museum Sochaczew [PL] (10.1995 vh) | Eisenbahnmuseum Sochaczew                                              | Sochaczew               | Museumslokomotive               |
|      | Cukrownia Tuczno 1                              | B n2t              | Hohenzollern                 | 2008        | 1913    | Fiemann, Soest / 19xx Zuckerfabrik Wiazcholawice / 19xx Denkmal, Zuckerfabrik Tuczno / 199x Eisenbahnmuseum Sochaczew [PL] (08.1999 vh)                                                                                           | Eisenbahnmuseum Sochaczew                                              | Sochaczew               | Museumslokomotive               |
|      | Cukrownia Tuczno 2                              |                    | Smoschewer                   | 666         | 1920    | | Eisenbahnmuseum Sochaczew                                              | Sochaczew               | Museumslokomotive               |
|      | Cukrownia Tuczno 3 (Ryś)                        |                    | Chrzanów                     | 1686        | 1947    | |                                                                        | Karczew                 | Denkmallokomotive               |
|      | Cukrownia Tuczno 3                              |                    | Zobel                        | 86          | 1907    | | Eisenbahnmuseum Sochaczew                                              | Sochaczew               | Museumslokomotive               |
|      | Cukrownia Tuczno 5                              |                    | Henschel & Sohn              | 12550       | 1914    | | Eisenbahnmuseum Sochaczew                                              | Sochaczew               | Wrack                           |
|      | Cukrownia Tuczno 7                              |                    | Krauss                       | 1321        | 1883    | | Eisenbahnmuseum Sochaczew                                              | Sochaczew               | Museumslokomotive               |
|      | Cukrownia Tuczno 8                              |                    | Krauss                       | 1120        | 1882    | | Eisenbahnmuseum Sochaczew                                              | Sochaczew               | Museumslokomotive               |
|      | Cukrownia Zbiersk 3                             |                    | Chrzanów                     | 3335        | 1954    | | Eisenbahnmuseum Sochaczew                                              | Sochaczew               | Museumslokomotive               |
|      | Cukrownia Zbiersk 4                             |                    | Orenstein & Koppel           | 10914       | 1924    | | Eisenbahnmuseum Sochaczew                                              | Sochaczew               | Museumslokomotive               |
|      | Cukrownia Zbiersk 5                             |                    | Chrzanów                     | 1796        | 1947    | | Eisenbahnmuseum Sochaczew                                              | Sochaczew               | Museumslokomotive               |
|      | Cukrownia Zbiersk 6                             |                    | Chrzanów                     | 2759        | 1951    | | Eisenbahnmuseum Sochaczew                                              | Sochaczew               | Museumslokomotive               |
|      | Huta Bieruta 4                                  |                    | Chrzanów                     | 1715        | 1947    | |                                                                        | Częstochowa             | Museumslokomotive               |
|      | Huta Ostrowiec 6                                |                    | Chrzanów                     | 1061        | 1948    | |                                                                        | Ostrowiec Świętokrzyski | Denkmallokomotive               |
|      | Huta Ostrowiec nr ?                             |                    | Babelsberg                   | 16011       | 1950    | |                                                                        | Starachowice            | Museumslokomotive               |
|      | KRŻ Osiny 1892                                  |                    | Chrzanów                     | 4975        | 1956    | |                                                                        | Chabówka                | Museumslokomotive               |
|      | Ośrodek Transportu Leśnego Px48-1253            |                    | Chrzanów                     | 4516        | 1955    | |                                                                        | Lipce Reymontowskie     | Museumslokomotive               |
|      | Ośrodek Transportu Leśnego Kp4-1257             |                    | Chrzanów                     | 3790        | 1957    | |                                                                        | Cisna-Majdan            | Museumslokomotive               |
|      | Zakłady Starachowickie 9                        |                    | Orenstein & Koppel           | 7899        | 1921    | |                                                                        | Starachowice            | Museumslokomotive               |
|      | Zakłady Starachowickie 10                       |                    | Orenstein & Koppel           | 7900        | 1921    | |                                                                        | Rogów                   | Museumslokomotive               |
|      | WTK 19                                          | C n2t              | Fablok                       | 4968        | 1956    | Cukrovar Brześć Kujawski 7, Cukrovar Dobre, ´94 → Touristikbahn Hinterschlagen-Buchleiten, xx.11.2018 → Muzeum starých strojů a technologií → Kaliska Kolej Dojazdowa                                                             | Muzeum Starých Strojů a Technologií, Žamberk → Kaliska Kolej Dojazdowa | ?                       | betriebsfähig                   |

## Schmalspurlokomotiven 785 mm
Diese Spurweite kam ursprünglich nur bei der Oberschlesischen Schmalspurbahn zum Einsatz, später auch bei einigen Werkbahnen.
| Foto | Nummer oder Name                  | Bauart / Achsfolge | Hersteller | Fabrik- nr. | Baujahr | Historie | Eigentümer / Betreiber / Strecke | Standort         | Bemerkungen       |
| ---- | --------------------------------- | ------------------ | ---------- | ----------- | ------- | --- | -------------------------------- | ---------------- | ----------------- |
|      | Tw47-2558                         | E h2t              | Chrzanów   | 1678        | 1948    | |                                  | Bytom            | Museumslokomotive |
|      | Tw53-2561                         | E h2t              | Chrzanów   | 3990        | 1954    | |                                  | Chabówka         | Museumslokomotive |
|      | Tw53-2565                         | E h2t              | Chrzanów   | 2648        | 1955    | | Eisenbahnmuseum Sochaczew        | Sochaczew        | Museumslokomotive |
|      | Tw53-2566                         | E h2t              | Chrzanów   | 2647        | 1954    | |                                  | Bytom            | Museumslokomotive |
|      | Tw53-2570                         | E h2t              | Chrzanów   | 2652        | 1955    | |                                  | Racibórz         | Denkmallokomotive |
|      | Pw53-02                           | E h2t              | Chrzanów   | 3996        | 1954    | |                                  | Rudy Raciborskie | Museumslokomotive |
|      | Huta Florian 15                   | B n2t              | Borsig     | 12050       | 1929    | Bismarckhütte Hajduki Wielki/Polen / 19xx Huta "Florian", Swietochlowice [PL] „15“ (10.1986 vh) / → Denkmal, Huta "Florian", Swietochlowice [PL] „15“ (08.1999 vh) / 20xx Schmalspurmuseum Rudy |                                  | Rudy Raciborskie | Museumslokomotive |
|      | Huta Silesia 27                   |                    | Chrzanów   | 4255        | 1955    | |                                  | Bytom            | Museumslokomotive |
|      | Huta Zygmunt 19                   |                    | Chrzanów   | 1682        | 1947    | |                                  | Tarnowskie Góry  | Museumslokomotive |
|      | Las49 3343                        |                    | Chrzanów   | 3343        | 1954    | |                                  | Rudy Raciborskie | betriebsfähig     |
|      | KWK Polska 3                      |                    | Chrzanów   | 2915        | 1952    | |                                  | Zabrze           | Museumslokomotive |
|      | Zakłady Cynkowe Silesia 25        |                    | Chrzanów   | 3258        | 1953    | |                                  | Tarnowskie Góry  | Museumslokomotive |
|      | Zakłady Cynkowe Szopienice TKb 27 |                    | Chrzanów   | 2002        | 1950    | |                                  | Bytom            | betriebsfähig     |

## Schmalspurlokomotiven 900 mm
| Foto | Nummer oder Name             | Bauart / Achsfolge | Hersteller | Fabrik- nr. | Baujahr | Historie                                                                     | Eigentümer / Betreiber / Strecke | Standort  | Bemerkungen       |
| ---- | ---------------------------- | ------------------ | ---------- | ----------- | ------- | ---------------------------------------------------------------------------- | -------------------------------- | --------- | ----------------- |
|      | KWK Powstańców Śląskich nr ? |                    | Borsig     | 8012        | 1911    | Held & Francke, Berlin / nach 1945 Kopalnia Wegla Kamiennego Radzionków [PL] |                                  | Bydgoszcz | Denkmallokomotive |

## Schmalspurlokomotiven 1000 mm
| Foto | Nummer oder Name             | Bauart / Achsfolge | Hersteller          | Fabrik- nr. | Baujahr | Historie | Eigentümer / Betreiber / Strecke | Standort           | Bemerkungen          |
| ---- | ---------------------------- | ------------------ | ------------------- | ----------- | ------- | --- | -------------------------------- | ------------------ | -------------------- |
|      | Px48-3901                    | D-h2               | Chrzanów            | 2134        | 1951    | |                                  | Koszalin           | betriebsfähig        |
|      | Px48-3908                    | D-h2               | Chrzanów            | 3066        | 1953    | |                                  | Koszalin           | Museumslokomotive    |
|      | Px48-3910                    | D-h2               | Chrzanów            | 2173        | 1953    | |                                  | Koszalin           | Museumslokomotive    |
|      | Px48-3912                    | D-h2               | Chrzanów            | 3068        | 1953    | |                                  | Gryfice            | Museumslokomotive    |
|      | Px48-3913                    | D-h2               | Chrzanów            | 2248        | 1951    | |                                  | Gryfice            | wartet auf Reparatur |
|      | Px48-3915                    | D-h2               | Chrzanów            | 3051        | 1953    | |                                  | Gryfice            | Museumslokomotive    |
|      | Px48-3916                    | D-h2               | Chrzanów            | 2022        | 1950    | |                                  | Piaseczno          | wartet auf Reparatur |
|      | Px48-3917                    | D-h2               | Chrzanów            | 3069        | 1954    | |                                  | Odrano-Wola        | Denkmallokomotive    |
|      | Ty6-3284                     |                    | Krauss-Maffei       | 16243       | 1944    | |                                  | Gryfice            | Museumslokomotive    |
|      | Ty6-3286                     |                    | Linke-Hofmann-Busch | 2962        | 1925    | | Eisenbahnmuseum Sochaczew        | Sochaczew          | Museumslokomotive    |
|      | Tya6-3326                    |                    | Jung                | 3054        | 1920    | Ostdeutsche Eisenbahn-Gesellschaft Königsberg OEG, für Lycker Kleinbahn "5" /1945 PKP "Txa 2-3343" -1961 → "Tya 6-3326" (08.1971 vh) / → Museum Kolej Waskotorowej, Gryfice "Tya 6-3326" /2011 Schmalspurmuseum Sochaczew [PL]                                    | Eisenbahnmuseum Sochaczew        | Sochaczew          | Museumslokomotive    |
|      | Tyb6-3406                    | C1’ n2t            | Maffei              | 4038        | 1920    | Orenstein & Koppel, Berlin, für Du Croo en Brauns, Amsterdam [NL], für A. van Eupen, Gemert [NL] (1928 a) / 19xx Warschauer Zufuhrbahn "70" (1000 mm, 08.1971 vh) / → Museum Koleo Waskotorowej, Gryfice [PL] "Tyb 6-3406" / 2011 Schmalspurmuseum Sochaczew [PL] | Eisenbahnmuseum Sochaczew        | Sochaczew          | Museumslokomotive    |
|      | Tyb6-3407                    |                    | Krauss              | 6210        | 1909    | |                                  | Gryfice            | Museumslokomotive    |
|      | Tx7-3501                     | D n2t              | Vulcan              | 2955        | 1914    | |                                  | Gryfice            | Museumslokomotive    |
|      | Tx7-3502                     | D n2t              | Vulcan              | 3994        | 1927    | |                                  | Koszalin           | wartet auf Reparatur |
|      | Tyn6-3632                    |                    | Vulcan              | 4018        | 1928    | |                                  | Gryfice            | Museumslokomotive    |
|      | Tyn6-3636                    |                    | Vulcan              | 3867        | 1927    | |                                  | Gryfice            | Museumslokomotive    |
|      | Txn8-3811                    |                    | Vulcan              | 3849        | 1923    | |                                  | Gryfice            | Museumslokomotive    |
|      | Cementownia Saturn 1 B 13260 |                    | Chrzanów            | 2638        | 1953    | |                                  | Mrągowo            | Museumslokomotive    |
|      | Cementownia Saturn 8 B 14998 |                    | Chrzanów            | 2863        | 1956    | |                                  | Poznań             | Denkmallokomotive    |
|      | Cukrownia Gryfice Ty 9785    |                    | Orenstein & Koppel  | 9785        | 1921    | |                                  | Gryfice            | Museumslokomotive    |
|      | Gazownia Wrocław 3           |                    | Hartmann            | 4676        | 1927    | |                                  | Paczków            | Museumslokomotive    |
|      | Gazownia Wrocław 4           |                    | Hartmann            | 4688        | 1927    | | Eisenbahnmuseum Sochaczew        | Sochaczew          | Museumslokomotive    |
|      | Gazownia Wrocław 6           |                    | BMAG                | 10253       | 1933    | |                                  | Wrocław            | Denkmallokomotive    |
|      | KWK Bielszowice 10362        |                    | Chrzanów            | 443         | 1931    | |                                  | Pyskowice Dzierżno | Denkmallokomotive    |
|      | KWK Bielszowice 10363        |                    | Chrzanów            | 444         | 1931    | |                                  | Zabrze             | Denkmallokomotive    |